# Список угрожаемых видов птиц
Список угрожаемых видов птиц перечисляет виды птиц (Aves), которым Международным союзом охраны природы и природных ресурсов (МСОП) присвоены охранные статусы «Уязвимый вид» (Vulnerable species, ), «Вымирающий вид» (Endangered species, ) либо «Вид на грани исчезновения» (Critically Endangered species, ). По состоянию на август 2020 года в Красный список угрожаемых видов МСОП (The IUCN Red List of Threatened Species) занесено 1486 редких и исчезающих видов птиц, из них 800 видов — уязвимые, 461 вид — вымирающие и 225 видов — находящиеся на грани исчезновения. Ещё 5 видов пернатых значатся в данном списке как исчезнувшие в дикой природе (категория «Исчезнувшие в дикой природе», Extinct in the Wild, ), а 159 видов — как уже полностью вымершие (категория «Исчезнувший вид», Extinct species, ). Они также представлены в этом перечне. Ещё 1017 видов птиц близки к уязвимому положению.
Всего известно 10 787 видов птиц. Таким образом, почти 14 % всех видов этих животных находятся под угрозой исчезновения, а 1,5 % — уже полностью вымерли по вине человека.
Классификация птиц в данном списке приведена в соответствии со Списком птиц мира Международного союза орнитологов (IOC World Bird List).

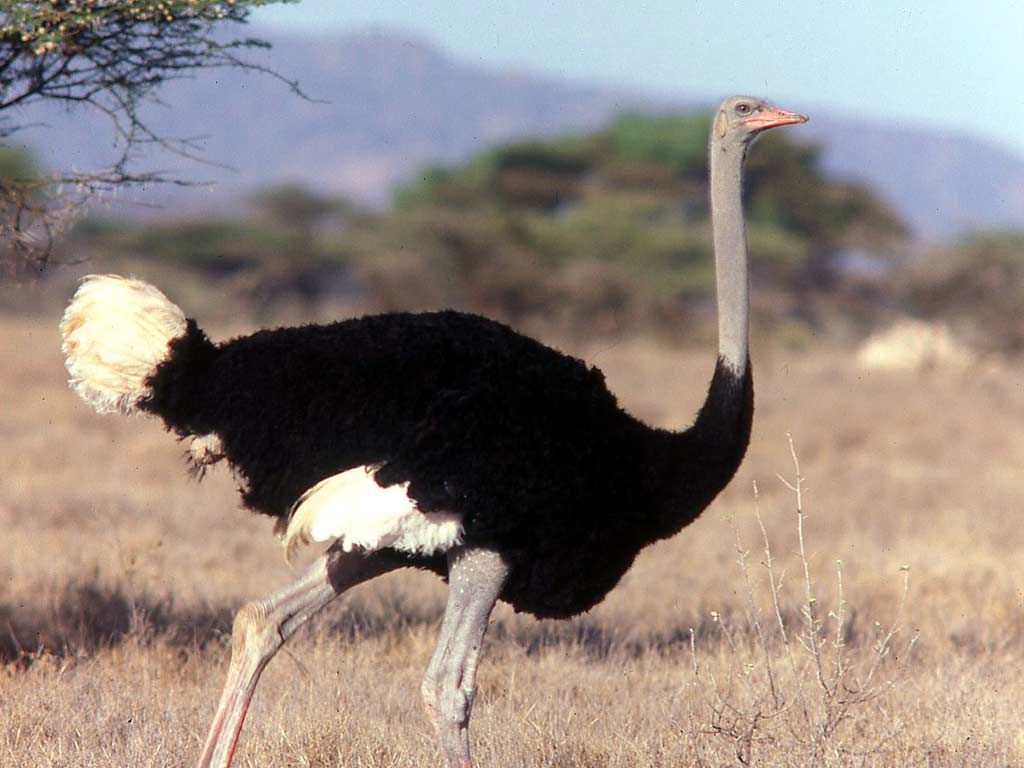
Struthio molybdophanes

## ОтрядСтраусообразные(Struthioniformes)

### СемействоСтраусовые(Struthionidae)
Struthio molybdophanes — Сомалийский страус

## ОтрядКивиобразные(Apterygiformes)

### СемействоКиви(Apterygidae)
Apteryx australis — Южный киви
 Apteryx haastii — Большой серый киви
 Apteryx mantelli — Северный бурый киви
 Apteryx rowi

## ОтрядКазуарообразные(Casuariiformes)

### СемействоКазуаровые(Casuariidae)
Casuarius casuarius — Шлемоносный казуар
 Casuarius unappendiculatus — Оранжевошейный казуар
 Dromaius baudinianus
 Dromaius minor — Чёрный эму

## ОтрядТинамуобразные(Tinamiformes)

### СемействоТинаму(Tinamidae)
Crypturellus kerriae — Скрытохвост-чоко
 Nothocercus nigrocapillus — Капюшоновый трёхпалый тинаму
 Nothoprocta taczanowskii — Степной тинаму Тачановского
 Nothura minor — Малый нотура
 Taoniscus nanus — Карликовый тинаму
 Tinamus osgoodi — Чёрный тинаму
 Tinamus tao — Тао

## ОтрядГусеобразные(Anseriformes)

### СемействоУтиные(Anatidae)
Alopochen kervazoi
 Alopochen mauritiana — Реюньонская утка
 Anas albogularis
 Anas aucklandica — Оклендский чирок
 Anas bernieri — Мадагаскарский чирок
 Anas eatoni — Кергеленская шилохвость
 Anas laysanensis — Лайсанская кряква
 Anas luzonica — Филиппинская кряква
 Anas marecula — Амстердамская нелетающая свиязь
 Anas melleri — Мадагаскарская кряква
 Anas nesiotis — Кэмпбельский чирок
 Anas theodori — Маврикийская утка
 Anas wyvilliana — Гавайская кряква
 Anser cygnoid — Сухонос
 Anser erythropus — Пискулька
 Asarcornis scutulata — Белоголовая утка
 Aythya baeri — Нырок Бэра
 Aythya ferina — Красноголовый нырок
 Aythya innotata — Мадагаскарский нырок
 Branta ruficollis — Краснозобая казарка
 Branta sandvicensis — Гавайская казарка
 Camptorhynchus labradorius — Лабрадорская гага
 Chenonetta finschi
 Clangula hyemalis — Морянка
 Cyanochen cyanoptera — Голубокрылый гусь
 Dendrocygna arborea — Кубинская свистящая утка
 Hymenolaimus malacorhynchos
 Marmaronetta angustirostris — Мраморный чирок
 Melanitta fusca — Турпан
 Mergus australis — Оклендский крохаль
 Mergus octosetaceus — Бразильский крохаль
 Mergus squamatus — Чешуйчатый крохаль
 Oxyura leucocephala — Савка
 Polysticta stelleri — Сибирская гага
 Rhodonessa caryophyllacea — Розовоголовая утка
 Salvadorina waigiuensis — Полосатая утка
 Tachyeres leucocephalus — Белоголовая фолклендская утка-пароход
 Tadorna cristata — Хохлатая пеганка

## ОтрядКурообразные(Galliformes)

### СемействоСорные куры(Cracidae)
Aepypodius bruijnii — Бурогрудый большеног
 Eulipoa wallacei — Молуккский большеног
 Leipoa ocellata — Глазчатая курица
 Macrocephalon maleo — Малео
 Megapodius bernsteinii — Сульский большеног
 Megapodius geelvinkianus
 Megapodius laperouse — Микронезийский большеног
 Megapodius layardi
 Megapodius nicobariensis — Никобарский большеног
 Megapodius pritchardii — Полинезийский большеног

### СемействоДревесные куры(Cracidae)
Crax alberti — Синеклювый кракс
 Crax alector — Хохлатый кракс
 Crax blumenbachii — Красноклювый кракс
 Crax fasciolata — Гололицый кракс
 Crax globulosa — Серёжчатый кракс
 Crax pinima
 Crax rubra — Большой кракс
 Mitu mitu — Миту
 Oreophasis derbianus — Горный кракс
 Ortalis erythroptera — Красноголовая чачалака
 Pauxi koepckeae
 Pauxi pauxi — Шлемоносный кракс
 Pauxi unicornis — Рогатый кракс
 Penelope albipennis — Белокрылая пенелопа
 Penelope barbata — Бородатая пенелопа
 Penelope jacucaca — Белолобая пенелопа
 Penelope ochrogaster — Рыжебрюхая пенелопа
 Penelope ortoni — Ортонова пенелопа
 Penelope perspicax — Колумбийская пенелопа
 Penelope pileata — Белохохлая пенелопа
 Penelopina nigra — Чёрная пенелопа
 Pipile jacutinga — Чернолобая абурри
 Pipile pipile — Синегорлая абурри

### СемействоЦесарковые(Numididae)
Agelastes meleagrides — Белобрюхая тёмная цесарка

### СемействоЗубчатоклювые куропатки(Odontophoridae)
Cyrtonyx ocellatus — Плачущий перепел
 Dendrortyx barbatus — Бородатая лесная куропатка
 Odontophorus atrifrons — Чернолобый лесной перепел
 Odontophorus dialeucos — Черношапочный лесной перепел
 Odontophorus melanonotus — Черноспинный лесной перепел
 Odontophorus strophium — Воротничковый лесной перепел
 Ptilopachus nahani

### СемействоФазановые(Phasianidae)
Afropavo congensis — Конголезский павлин
 Arborophila ardens — Хайнаньская кустарниковая куропатка
 Arborophila charltonii — Чешуегрудая кустарниковая куропатка
 Arborophila mandellii — Красногрудая кустарниковая куропатка
 Arborophila orientalis — Восточная кустарниковая куропатка
 Arborophila rufipectus — Сычуаньская кустарниковая куропатка
 Catreus wallichii
 Centrocercus minimus
 Coturnix novaezelandiae — Новозеландский перепел
 Crossoptilon mantchuricum — Коричневый ушастый фазан
 Francolinus gularis — Болотный турач
 Lophophorus lhuysii — Китайский монал
 Lophophorus sclateri — Белохвостый монал
 Lophura bulweri — Бульверова лофура
 Lophura edwardsi — Лофура Эдвардса
 Lophura erythrophthalma — Вилохвостая лофура
 Lophura pyronota
 Melanoperdix niger — Чёрная куропатка
 Ophrysia superciliosa — Гималайская куропатка
 Pavo muticus — Зелёный павлин
 Perdicula manipurensis
 Polyplectron inopinatum
 Polyplectron katsumatae
 Polyplectron malacense
 Polyplectron napoleonis
 Polyplectron schleiermacheri
 Pternistis camerunensis — Камерунский турач
 Pternistis harwoodi — Эфиопский турач
 Pternistis ochropectus — Рыжебрюхий турач
 Pternistis swierstrai — Ангольский турач
 Rhizothera dulitensis
 Syrmaticus reevesii — Пёстрый китайский фазан
 Tragopan blythii — Серобрюхий трагопан
 Tragopan caboti — Буробрюхий трагопан
 Tragopan melanocephalus — Черноголовый трагопан
 Tympanuchus cupido — Луговой тетерев
 Tympanuchus pallidicinctus
 Xenoperdix udzungwensis

## ОтрядПингвинообразные(Sphenisciformes)

### СемействоПингвиновые(Spheniscidae)
Eudyptes chrysocome — Хохлатый пингвин
 Eudyptes chrysolophus — Золотоволосый пингвин
 Eudyptes moseleyi — Северный хохлатый пингвин
 Eudyptes pachyrhynchus — Толстоклювый хохлатый пингвин
 Eudyptes robustus — Снэрский хохлатый пингвин
 Eudyptes sclateri — Большой хохлатый пингвин
 Megadyptes antipodes — Желтоглазый пингвин
 Spheniscus demersus — Очковый пингвин
 Spheniscus humboldti — Пингвин Гумбольдта
 Spheniscus mendiculus — Галапагосский пингвин

## ОтрядТрубконосые(Procellariiformes)

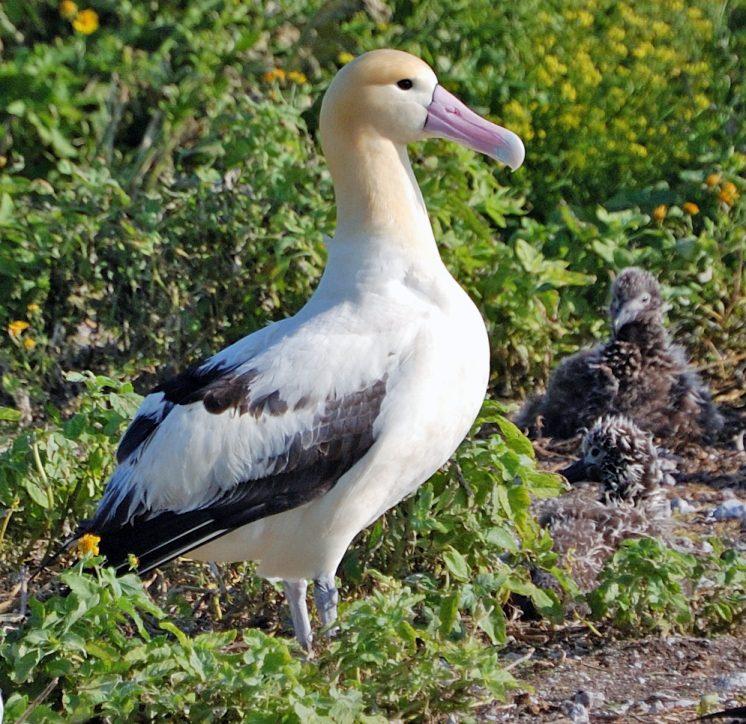
Phoebastria albatrus

### СемействоOceanitidae
Fregetta maoriana — Новозеландская качурка
 Nesofregetta fuliginosa — Белогорлая качурка

### СемействоАльбатросовые(Diomedeidae)
Diomedea amsterdamensis — Амстердамский альбатрос
 Diomedea antipodensis
 Diomedea dabbenena
 Diomedea epomophora — Королевский альбатрос
 Diomedea exulans — Странствующий альбатрос
 Diomedea sanfordi
 Phoebastria albatrus — Белоспинный альбатрос
 Phoebastria irrorata — Галапагосский альбатрос
 Phoebetria fusca — Темноспинный дымчатый альбатрос
 Thalassarche carteri
 Thalassarche chlororhynchos — Желтоклювый альбатрос
 Thalassarche chrysostoma — Сероголовый альбатрос
 Thalassarche eremita
 Thalassarche impavida
 Thalassarche salvini — Альбатрос Сальвина

### СемействоКачурки(Hydrobatidae)
Hydrobates homochroa — Пепельная качурка
 Hydrobates leucorhous — Северная качурка
 Hydrobates macrodactylus — Гуадалупская качурка
 Hydrobates matsudairae
 Hydrobates monteiroi

### СемействоБуревестниковые(Procellariidae)
Ardenna bulleri
 Ardenna creatopus
 Bulweria bifax
 Pachyptila macgillivrayi
 Pelecanoides garnotii — Перуанский нырковый буревестник 
 Procellaria aequinoctialis
 Procellaria conspicillata
 Procellaria parkinsoni
 Procellaria westlandica — Вестландский буревестник
 Pseudobulweria aterrima — Маскаренский тайфунник
 Pseudobulweria becki
 Pseudobulweria macgillivrayi — Тайфунник Макджилливри
 Pterodroma alba — Белый тайфунник
 Pterodroma arminjoniana — Тринидадский тайфунник
 Pterodroma atrata — Хендерсонский тайфунник
 Pterodroma axillaris — Чатемский тайфунник Сальвина
 Pterodroma baraui — Тайфунник Баро
 Pterodroma brevipes — Коротконогий тайфунник
 Pterodroma cahow — Бермудский тайфунник
 Pterodroma caribbaea — Ямайский тайфунник
 Pterodroma cervicalis — Кермадекский тайфунник
 Pterodroma cookii — Тайфунник Кука
 Pterodroma defilippiana — Тайфунник Дефилиппа
 Pterodroma deserta
 Pterodroma externa — Белошейный тайфунник
 Pterodroma hasitata — Черношапочный тайфунник
 Pterodroma incerta — Тайфунник Шлегеля
 Pterodroma leucoptera — Белокрылый тайфунник
 Pterodroma longirostris — Тайфунник Штейнегера
 Pterodroma madeira — Мадейрский тайфунник
 Pterodroma magentae — Чатамский тайфунник
 Pterodroma phaeopygia — Галапагосский тайфунник
 Pterodroma pycrofti — Тайфунник Пайкрофта
 Pterodroma rupinarum
 Pterodroma sandwichensis — Гавайский тайфунник
 Pterodroma solandri — Тайфунник Соландра
 Puffinus auricularis — Буревестник Таунзенда
 Puffinus bannermani — Буревестник Баннермана
 Puffinus bryani
 Puffinus heinrothi — Буревестник Хейнрота
 Puffinus huttoni — Буревестник Хаттона
 Puffinus mauretanicus — Балеарский буревестник
 Puffinus newelli — Буревестник Ньюэлла
 Puffinus yelkouan — Левантский буревестник

## ОтрядПоганкообразные(Podicipediformes)

### СемействоПоганковые(Podicipedidae)
Podiceps andinus — Андская поганка
 Podiceps auritus — Красношейная поганка
 Podiceps gallardoi — Чубатая поганка
 Podiceps taczanowskii — Поганка Тачановского
 Podilymbus gigas — Атитланская поганка
 Rollandia microptera — Короткокрылая поганка
 Tachybaptus pelzelnii — Мадагаскарская малая поганка
 Tachybaptus rufolavatus — Карликовая поганка

## ОтрядФламингообразные(Phoenicopteriformes)

### СемействоФламинговые(Phoenicopteridae)
Phoenicoparrus andinus — Андский фламинго

## ОтрядАистообразные(Ciconiiformes)

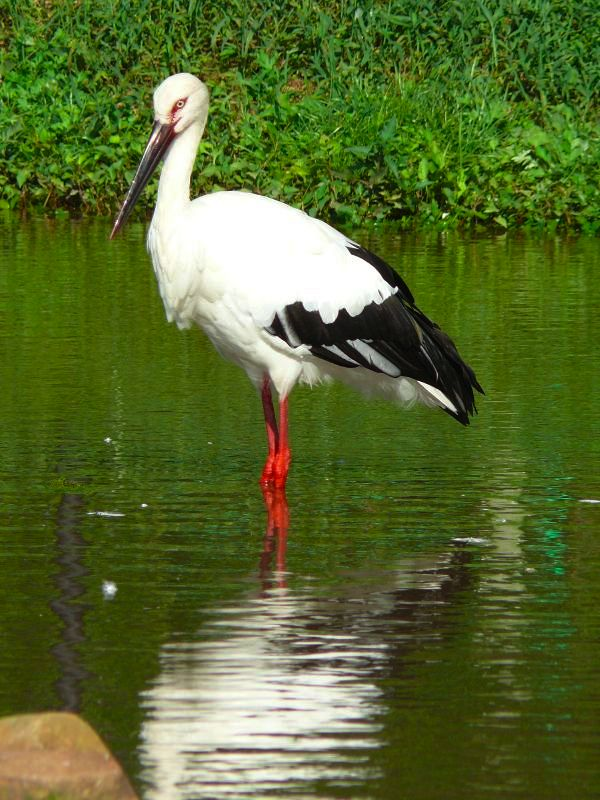
Ciconia boyciana

### СемействоАистовые(Ciconiidae)
Ciconia boyciana — Дальневосточный аист
 Ciconia episcopus — Белошейный аист
 Ciconia stormi — Малайский шерстистошейный аист
 Leptoptilos dubius — Индийский марабу
 Leptoptilos javanicus — Яванский марабу
 Mycteria cinerea — Серый клювач

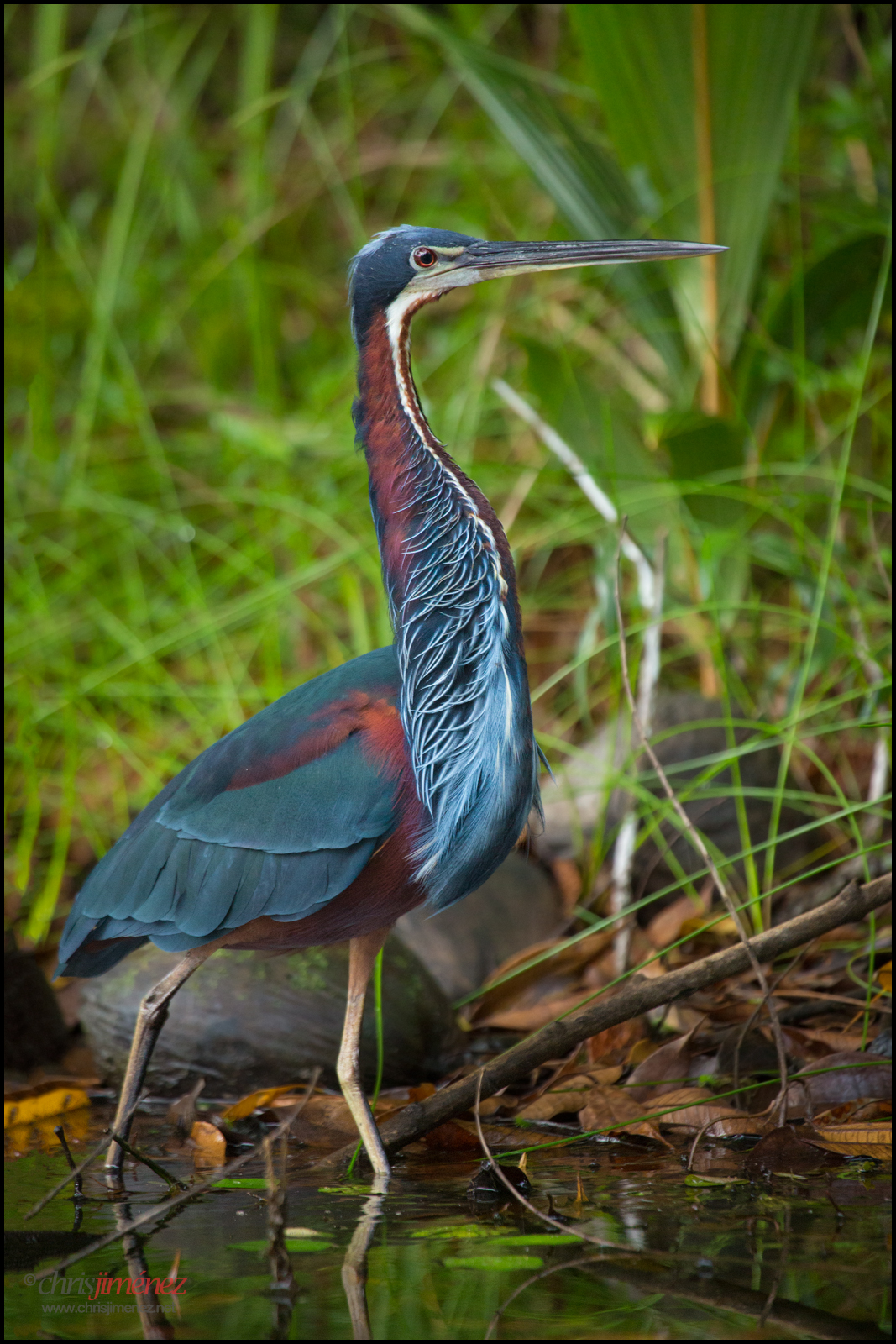
Agamia agami

### СемействоЦаплевые(Ardeidae)
Agamia agami — Агами
 Ardea humbloti — Мадагаскарская цапля
 Ardea insignis — Белобрюхая цапля
 Ardeola idae — Мадагаскарская жёлтая цапля
 Botaurus poiciloptilus — Австралийская выпь
 Egretta eulophotes — Желтоклювая цапля
 Egretta vinaceigula
 Gorsachius goisagi — Японская кваква
 Gorsachius magnificus — Хайнаньская кваква
 Ixobrychus novaezelandiae
 Nyctanassa carcinocatactes
 Nycticorax duboisi
 Nycticorax mauritianus
 Nycticorax megacephalus — Родригесская кваква

### СемействоИбисовые(Threskiornithidae)
Bostrychia bocagei — Малый оливковый ибис
 Geronticus calvus — Лысый ибис
 Geronticus eremita — Лесной ибис
 Nipponia nippon — Красноногий ибис
 Platalea minor — Малая колпица
 Pseudibis davisoni
 Thaumatibis gigantea — Гигантский ибис
 Threskiornis bernieri
 Threskiornis solitarius — Реюньонский священный ибис

## ОтрядВеслоногие(Pelecaniformes)

### СемействоКитоглавые(Balaenicipitidae)
Balaeniceps rex — Китоглав

### СемействоПеликановые(Pelecanidae)
Pelecanus crispus — Кудрявый пеликан

### СемействоФрегаты(Fregatidae)
Fregata andrewsi — Рождественский фрегат
 Fregata aquila — Вознесенский фрегат

### СемействоОлушевые(Sulidae)
Morus capensis — Капская олуша
 Papasula abbotti — Олуша Абботта

### СемействоБаклановые(Phalacrocoracidae)
Leucocarbo campbelli
 Leucocarbo carunculatus — Новозеландский баклан
 Leucocarbo chalconotus
 Leucocarbo colensoi — Оклендский баклан
 Leucocarbo onslowi
 Leucocarbo ranfurlyi — Баунтисский баклан
 Nannopterum harrisi — Галапагосский нелетающий баклан
 Phalacrocorax capensis
 Phalacrocorax featherstoni
 Phalacrocorax neglectus
 Phalacrocorax nigrogularis
 Urile perspicillatus — Стеллеров баклан

## ОтрядЯстребообразные(Accipitriformes)

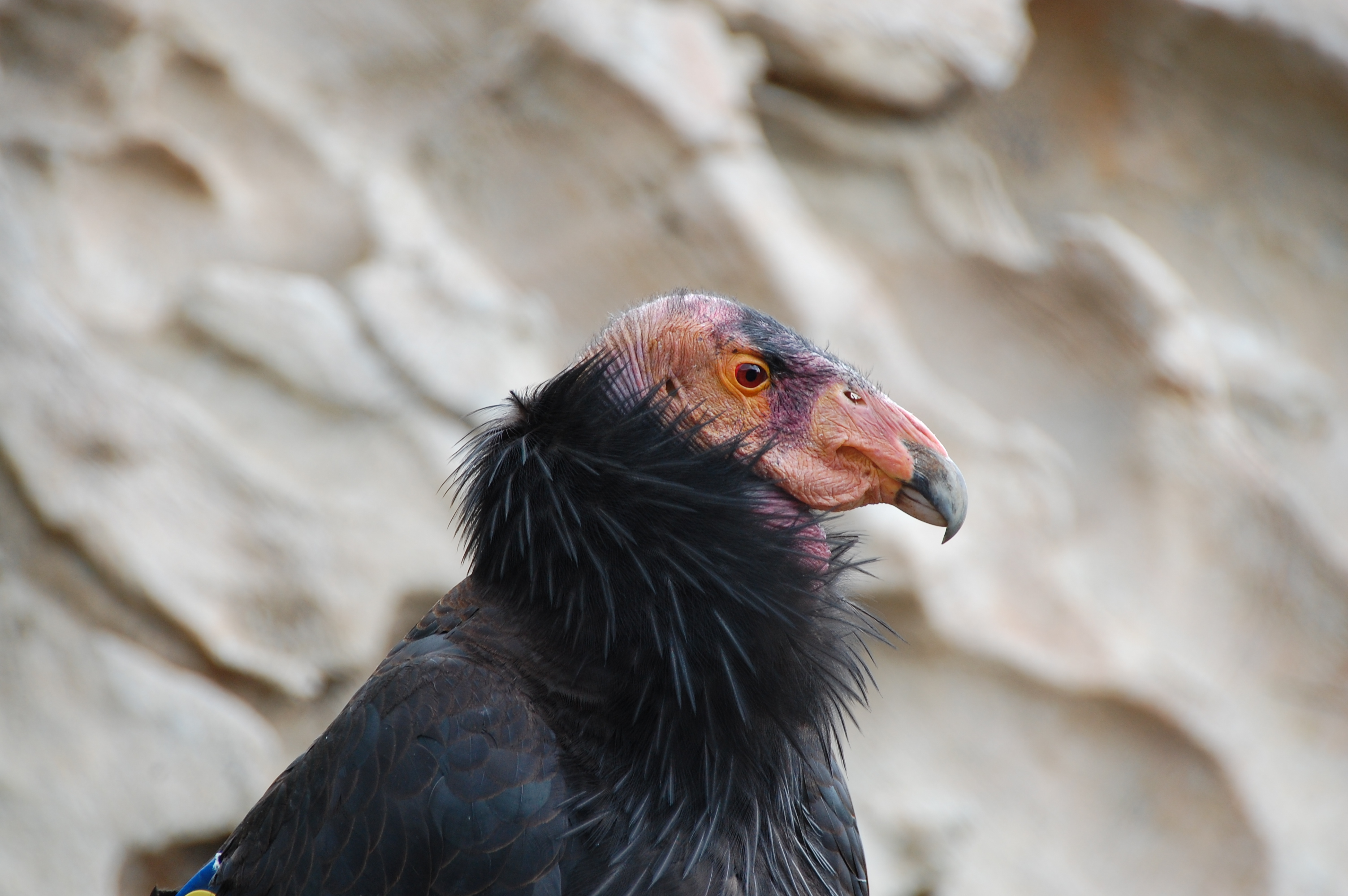
Gymnogyps californianus

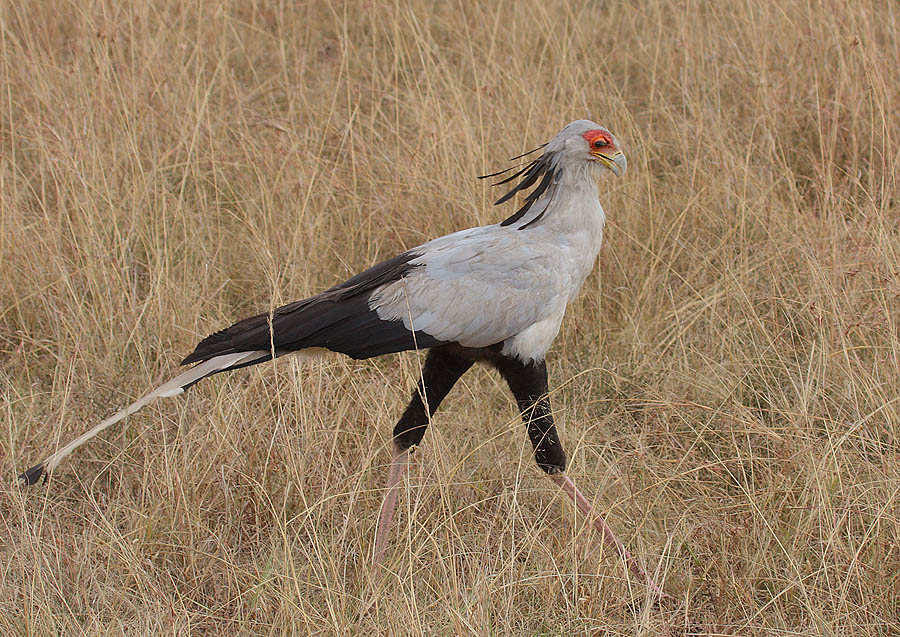
Sagittarius serpentarius

### СемействоАмериканские грифы(Cathartidae)
Gymnogyps californianus — Калифорнийский кондор

### СемействоПтицы-секретари(Sagittariidae)
Sagittarius serpentarius — Птица-секретарь

### СемействоЯстребиные(Accipitridae)
Accipiter brachyurus
 Accipiter butleri
 Accipiter gundlachi — Кубинский ястреб
 Accipiter imitator — Ястреб-пересмешник
 Accipiter luteoschistaceus
 Accipiter princeps
 Aquila adalberti — Испанский могильник
 Aquila heliaca — Могильник
 Aquila nipalensis — Степной орёл
 Bermuteo avivorus
 Buteo galapagoensis — Галапагосский канюк
 Buteo ridgwayi — Гаитийский канюк
 Buteo socotraensis
 Buteo ventralis — Магелланов канюк
 Buteogallus coronatus — Хохлатый орёл-отшельник
 Buteogallus lacernulatus
 Chondrohierax wilsonii
 Circaetus beaudouini
 Circus macrosceles
 Circus maillardi
 Circus maurus
 Clanga clanga
 Clanga hastata
 Cryptoleucopteryx plumbea
 Eutriorchis astur — Мадагаскарский змееяд
 Gyps africanus — Африканский гриф
 Gyps bengalensis — Бенгальский гриф
 Gyps coprotheres — Капский гриф
 Gyps indicus — Индийский сип
 Gyps rueppelli — Африканский сип
 Gyps tenuirostris
 Haliaeetus leucoryphus — Орлан-долгохвост
 Haliaeetus pelagicus — Белоплечий орлан
 Haliaeetus sanfordi
 Haliaeetus vociferoides — Мадагаскарский орлан-крикун
 Harpyopsis novaeguineae — Новогвинейская гарпия
 Henicopernis infuscatus
 Leptodon forbesi
 Necrosyrtes monachus — Бурый стервятник
 Neophron percnopterus — Обыкновенный стервятник
 Nisaetus bartelsi
 Nisaetus floris
 Nisaetus nanus
 Nisaetus philippensis
 Nisaetus pinskeri
 Pithecophaga jefferyi — Филиппинский обезьяноед
 Polemaetus bellicosus — Боевой орёл
 Pseudastur occidentalis
 Sarcogyps calvus — Индийский ушастый гриф
 Spilornis kinabaluensis
 Spizaetus isidori
 Torgos tracheliotos — Африканский ушастый гриф
 Trigonoceps occipitalis — Африканский белогорлый гриф

## ОтрядЖуравлеобразные(Gruiformes)

### СемействоДрофиные(Otididae)
Afrotis afra — Чёрная малая дрофа
 Ardeotis nigriceps — Индийская большая дрофа
 Chlamydotis macqueenii — Вихляй
 Chlamydotis undulata 
 Houbaropsis bengalensis — Бородатая малая дрофа
 Neotis ludwigii — Южноафриканская дрофа
 Otis tarda — Дрофа
 Sypheotides indicus — Малая индийская дрофа

### СемействоКагу(Rhynochetidae)
Rhynochetos jubatus — Кагу

### СемействоЛапчатоногие(Heliornithidae)
Heliopais personatus — Азиатский лапчатоног

### СемействоПастушковые(Rallidae)
Amaurornis magnirostris
 Aphanapteryx bonasia — Рыжий маврикийский пастушок
 Aramides wolfi
 Aramidopsis plateni — Сулавесский пастушок
 Atlantisia podarces — Святоеленский пастушок
 Atlantisia rogersi — Тристанский пастушок
 Cabalus modestus
 Coturnicops exquisitus — Белокрылый погоныш
 Cyanolimnas cerverai
 Diaphorapteryx hawkinsi
 Dryolimnas augusti
 Erythromachus leguati — Пастушок Легата
 Fulica alai — Гавайская лысуха
 Fulica newtonii — Маскаренская лысуха
 Gallinula comeri
 Gallinula nesiotis
 Gallirallus australis — Пастушок-уэка
 Gallirallus calayanensis
 Gallirallus lafresnayanus — Новокаледонский лесной пастушок
 Gymnocrex rosenbergii
 Gymnocrex talaudensis
 Habroptila wallacii — Пастушок-барабанщик
 Hypotaenidia dieffenbachii
 Hypotaenidia okinawae — Ямбару-куина, или окинавский пастушок
 Hypotaenidia owstoni — Гуамский пастушок
 Hypotaenidia pacifica — Таитянский красноклювый пастушок
 Hypotaenidia poeciloptera — Фиджийский пестрокрылый пастушок
 Hypotaenidia sylvestris — Лесной пастушок
 Hypotaenidia wakensis
 Laterallus levraudi
 Laterallus spilonota
 Laterallus tuerosi
 Laterallus xenopterus — Краснолицый пастушок
 Lewinia muelleri
 Mundia elpenor — Вознесенский пастушок
 Pareudiastes pacificus
 Pareudiastes silvestris
 Porphyrio albus — Белая султанка
 Porphyrio caerulescens
 Porphyrio hochstetteri — Такахе
 Porphyrio kukwiedei
 Porphyrio mantelli
 Porphyrio paepae
 Porzana spiloptera
 Rallus antarcticus — Магелланов пастушок
 Rallus madagascariensis — Мадагаскарский пастушок
 Rallus semiplumbeus
 Rallus wetmorei
 Sarothrura ayresi
 Sarothrura watersi — Лемурийский погоныш
 Tribonyx hodgenorum
 Zapornia astrictocarpus
 Zapornia atra — Туамотский погоныш
 Zapornia monasa
 Zapornia nigra
 Zapornia olivieri
 Zapornia palmeri — Лайсанский погоныш
 Zapornia sandwichensis

### СемействоТрубачи(Psophiidae)
Psophia dextralis
 Psophia obscura
 Psophia viridis — Зеленокрылый трубач

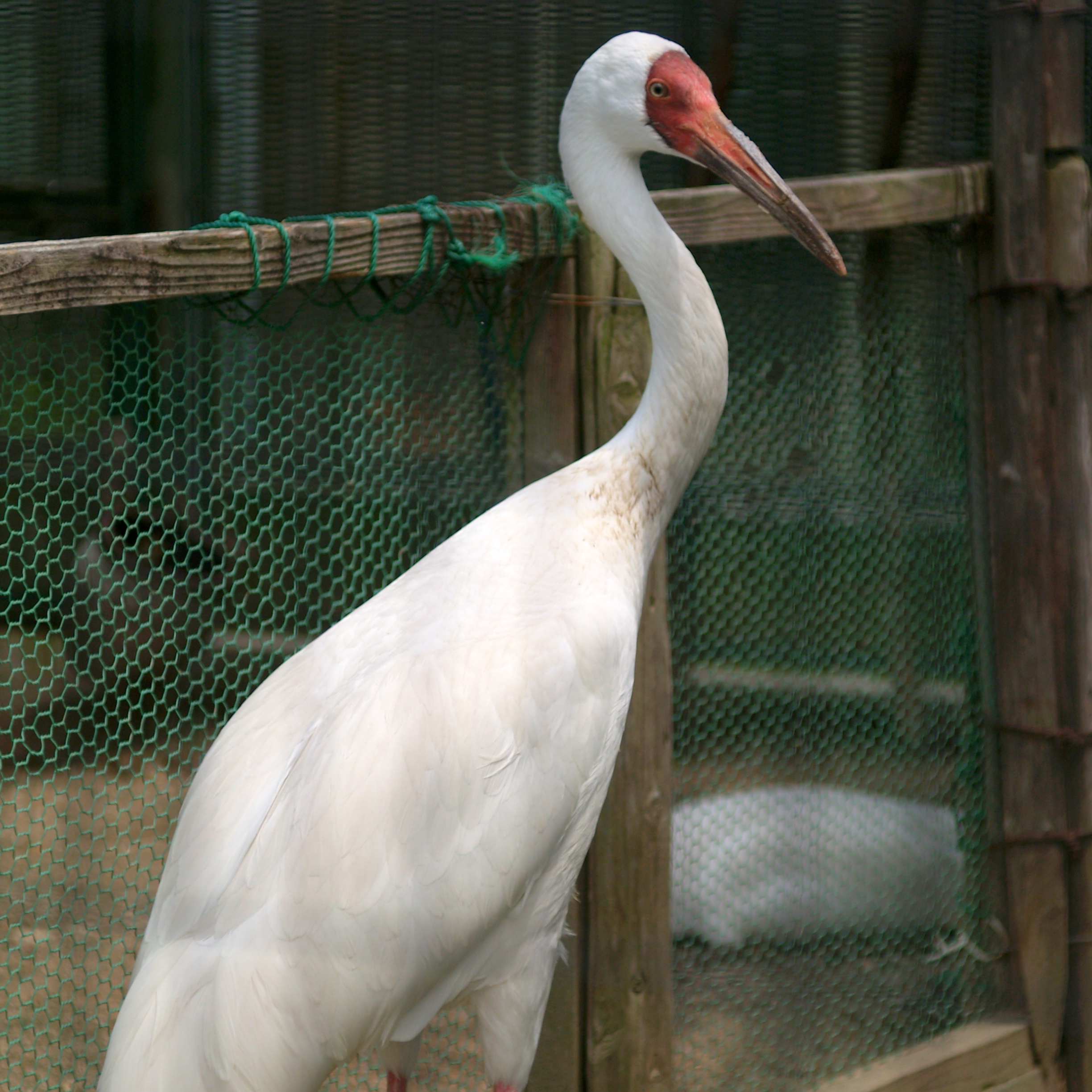
Leucogeranus leucogeranus

### СемействоЖуравлиные(Gruidae)
Anthropoides paradiseus — Африканская красавка
 Antigone antigone — Индийский журавль
 Antigone vipio — Даурский журавль
 Balearica pavonina — Венценосный журавль
 Balearica regulorum — Восточный венценосный журавль
 Bugeranus carunculatus — Серёжчатый журавль
 Grus americana — Американский журавль
 Grus japonensis — Японский журавль
 Grus monacha — Чёрный журавль
 Grus nigricollis — Черношейный журавль
 Leucogeranus leucogeranus — Стерх, или белый журавль

## ОтрядРжанкообразные(Charadriiformes)

### СемействоТрёхпёрстки(Turnicidae)
Turnix everetti — Сумбийская трёхпёрстка
 Turnix hottentottus — Капская трёхпёрстка
 Turnix novaecaledoniae
 Turnix olivii

### СемействоКулики-сороки(Haematopodidae)
Haematopus chathamensis
 Haematopus meadewaldoi — Канарский чёрный кулик-сорока

### СемействоШилоклювковые(Recurvirostridae)
Himantopus novaezelandiae — Чёрный ходулочник

### СемействоРжанковые(Charadriidae)
Anarhynchus frontalis — Кривоносый зуёк
 Charadrius obscurus — Маорийский зуёк
 Charadrius sanctaehelenae
 Charadrius thoracicus — Мадагаскарский зуёк
 Thinornis cucullatus
 Thinornis novaeseelandiae
 Vanellus gregarius — Кречётка
 Vanellus macropterus — Чернобрюхий чибис

### СемействоЦветные бекасы(Rostratulidae)
Rostratula australis — Австралийский цветной бекас

### СемействоАвстралийские странники(Pedionomidae)
Pedionomus torquatus — Австралийский странник

### СемействоБекасовые(Scolopacidae)
Calidris pygmaea
 Calidris tenuirostris — Большой песочник
 Coenocorypha barrierensis
 Coenocorypha iredalei
 Coenocorypha pusilla — Четемский островной вальдшнеп
 Gallinago macrodactyla — Мадагаскарский бекас
 Gallinago nemoricola — Гималайский бекас
 Numenius borealis — Эскимосский кроншнеп
 Numenius madagascariensis — Дальневосточный кроншнеп
 Numenius tahitiensis — Таитянский кроншнеп
 Numenius tenuirostris — Тонкоклювый кроншнеп
 Prosobonia cancellata
 Prosobonia ellisi
 Prosobonia leucoptera — Таитянский песочник
 Prosobonia parvirostris
 Scolopax mira — Амамийский вальдшнеп
 Scolopax rochussenii — Молуккский вальдшнеп
 Tringa guttifer — Охотский улит

### СемействоТиркушковые(Glareolidae)
Glareola ocularis — Мадагаскарская тиркушка
 Rhinoptilus bitorquatus — Бегунок Джердона

### СемействоЧайковые(Laridae)
Chlidonias albostriatus
 Larus bulleri
 Larus fuliginosus — Тёмная чайка
 Larus relictus — Реликтовая чайка
 Rissa brevirostris — Красноногая моевка
 Rynchops albicollis — Индийский водорез
 Saundersilarus saundersi
 Sterna acuticauda
 Sternula balaenarum
 Sternula lorata
 Sternula nereis
 Thalasseus bernsteini — Китайская крачка

### СемействоЧистиковые(Alcidae)
Brachyramphus marmoratus — Длинноклювый пыжик
 Fratercula arctica — Тупик
 Pinguinus impennis — Бескрылая гагарка
 Synthliboramphus craveri
 Synthliboramphus hypoleucus
 Synthliboramphus scrippsi
 Synthliboramphus wumizusume — Хохлатый старик

## ОтрядПастушковые куропатки(Mesitornithiformes)

### СемействоПастушковые куропатки(Mesitornithidae)
Mesitornis unicolor — Одноцветный мадагаскарский пастушок
 Mesitornis variegatus — Белогрудый мадагаскарский пастушок
 Monias benschi — Мония

## ОтрядГолубеобразные(Columbiformes)

### СемействоГолубиные(Columbidae)
Alectroenas nitidissimus — Маврикийский синий голубь
 Alectroenas payandeei
 Alopecoenas erythropterus
 Alopecoenas ferrugineus
 Alopecoenas hoedtii
 Alopecoenas kubaryi
 Alopecoenas rubescens
 Alopecoenas salamonis
 Alopecoenas sanctaecrucis
 Alopecoenas stairi
 Caloenas maculata
 Claravis geoffroyi
 Columba argentina
 Columba elphinstonii — Нильгирийский голубь
 Columba eversmanni — Бурый голубь
 Columba jouyi — Серебрянополосый голубь
 Columba pallidiceps
 Columba punicea
 Columba thiriouxi
 Columba thomensis
 Columba torringtoniae
 Columba versicolor — Бонинский голубь
 Columbina cyanopis — Синеухая земляная горлица
 Didunculus strigirostris — Зубчатоклювый голубь
 Ducula aurorae — Таитянский плодоядный голубь
 Ducula bakeri
 Ducula brenchleyi
 Ducula carola
 Ducula galeata — Маркизский плодоядный голубь
 Ducula mindorensis
 Ducula pickeringii
 Ectopistes migratorius — Странствующий голубь
 Gallicolumba crinigera
 Gallicolumba keayi
 Gallicolumba menagei
 Gallicolumba platenae
 Geophaps smithii
 Geotrygon caniceps
 Geotrygon leucometopia
 Geotrygon purpurata
 Goura cristata — Венценосный голубь
 Goura scheepmakeri — Каштановогрудый венценосный голубь
 Hemiphaga chathamensis
 Henicophaps foersteri
 Leptotila battyi
 Leptotila conoveri
 Leptotila ochraceiventris
 Leptotila wellsi
 Microgoura meeki — Хохлатый толстоклювый голубь
 Nesoenas cicur
 Nesoenas duboisi — Реюньонский синий голубь
 Nesoenas mayeri — Розовый голубь
 Nesoenas rodericanus
 Otidiphaps aruensis
 Otidiphaps insularis
 Patagioenas caribaea
 Patagioenas oenops
 Patagioenas subvinacea
 Pezophaps solitaria — Родригесский дронт
 Phapitreron brunneiceps
 Phapitreron cinereiceps
 Phapitreron frontalis
 Ptilinopus arcanus
 Ptilinopus chalcurus — Пёстрый голубь Макатеа
 Ptilinopus dohertyi
 Ptilinopus granulifrons
 Ptilinopus huttoni — Длинноклювый пёстрый голубь
 Ptilinopus insularis
 Ptilinopus mercierii — Красношапочный пёстрый голубь
 Ptilinopus rarotongensis — Раротонгский пёстрый голубь
 Ptilinopus roseicapilla — Марианский пёстрый голубь
 Ramphiculus marchei
 Ramphiculus meridionalis
 Ramphiculus subgularis
 Raphus cucullatus — Маврикийский дронт
 Starnoenas cyanocephala — Синеголовый земляной голубь
 Streptopelia dusumieri
 Streptopelia turtur — Обыкновенная горлица
 Treron capellei
 Treron floris
 Treron griveaudi
 Treron pembaensis — Пембасский зелёный голубь
 Treron psittaceus
 Treron sanctithomae
 Zenaida graysoni — Сокоррский голубь
 Zentrygon carrikeri

## ОтрядКукушкообразные(Cuculiformes)

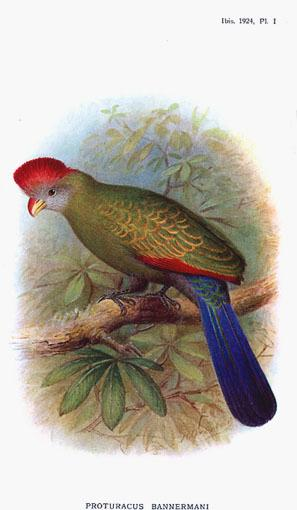
Tauraco bannermani

### СемействоТураковые(Musophagidae)
Tauraco bannermani — Турако Баннермана
 Tauraco ruspolii — Эфиопский турако

### СемействоКукушковые(Cuculidae)
Carpococcyx viridis
 Centropus chlororhynchos
 Centropus nigrorufus — Суматранская шпорцевая кукушка
 Centropus rectunguis — Короткопалая шпорцевая кукушка
 Centropus steerii — Миндоройская шпорцевая кукушка
 Coccyzus ferrugineus
 Coccyzus rufigularis — Доминиканская пиайа
 Coua delalandei — Мадагаскарская кукушка Делаланда
 Nannococcyx psix
 Neomorphus geoffroyi — Рыжегузая земляная кукушка
 Neomorphus radiolosus — Полосатая земляная кукушка
 Phaenicophaeus pyrrhocephalus — Краснолицая кустарниковая кукушка

## ОтрядСовообразные(Strigiformes)

### СемействоСипуховые(Tytonidae)
Phodilus prigoginei — Африканская масковая сипуха
 Tyto aurantia — Золотистая сипуха
 Tyto inexspectata — Минахасская сипуха
 Tyto nigrobrunnea — Талиабуская сипуха
 Tyto soumagnei — Мадагаскарская сипуха

Bubo blakistoni

### СемействоСовиные(Strigidae)
Aegolius gradyi
 Bubo blakistoni — Рыбный филин
 Bubo philippensis — Филиппинский филин
 Glaucidium albertinum — Сычик Альбертина
 Glaucidium mooreorum
 Glaucidium nubicola — Горный карликовый сычик
 Heteroglaux blewitti — Лесной сыч
 Mascarenotus grucheti
 Mascarenotus murivorus
 Mascarenotus sauzieri
 Megascops barbarus — Бородатая совка
 Nesasio solomonensis — Соломонская ушастая сова
 Ninox granti
 Ninox ios — Коричневая иглоногая сова
 Ninox leventisi — Камигинская иглоногая сова
 Ninox malaitae
 Ninox mindorensis
 Ninox natalis
 Ninox odiosa — Филиппинская иглоногая сова
 Ninox reyi — Сулусская иглоногая сова
 Ninox roseoaxillaris
 Ninox rumseyi — Себунская иглоногая сова
 Ninox spilonotus
 Otus alfredi — Флоресская совка
 Otus angelinae — Яванская совка
 Otus beccarii — Совка Беккари
 Otus capnodes — Анжуанская совка
 Otus feae
 Otus gurneyi — Красноухая совка
 Otus hartlaubi — Сантомейская совка
 Otus insularis — Сейшельская совка
 Otus ireneae — Кенийская совка
 Otus mendeni
 Otus moheliensis
 Otus nigrorum
 Otus pauliani — Большая комосская совка
 Otus pembaensis
 Otus sagittatus — Белолобая совка
 Otus siaoensis
 Otus thilohoffmanni
 Sceloglaux albifacies — Смеющаяся сова
 Scotopelia ussheri — Рыжая рыбная сова
 Xenoglaux loweryi

## ОтрядКозодоеобразные(Caprimulgiformes)

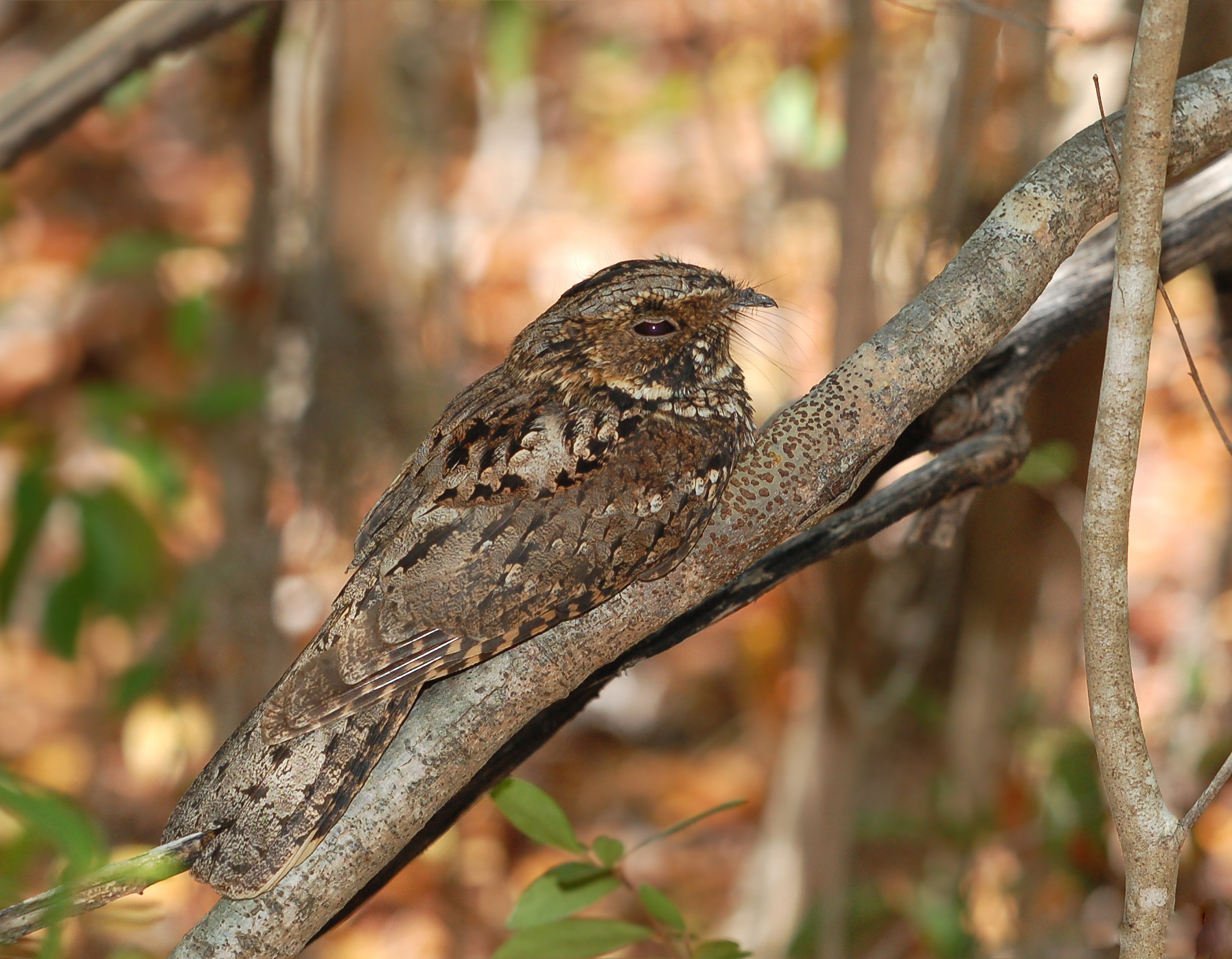
Antrostomus noctitherus

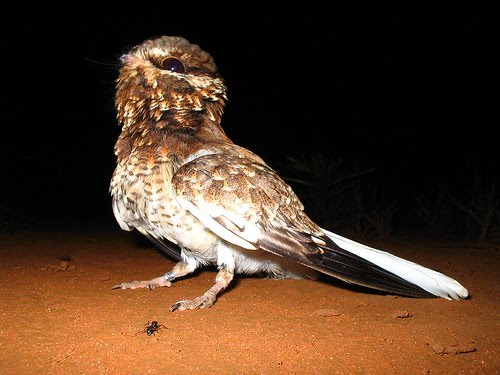
Eleothreptus candicans

### СемействоНастоящие козодои(Caprimulgidae)
Antrostomus noctitherus — Пуэрто-риканский козодой
 Caprimulgus concretus — Бонапартов козодой
 Caprimulgus prigoginei
 Caprimulgus solala
 Eleothreptus candicans — Белокрылый козодой
 Eurostopodus diabolicus
 Eurostopodus exul
 Eurostopodus nigripennis
 Siphonorhis americana — Ямайский малый козодой

## ОтрядСтрижеобразные(Apodiformes)

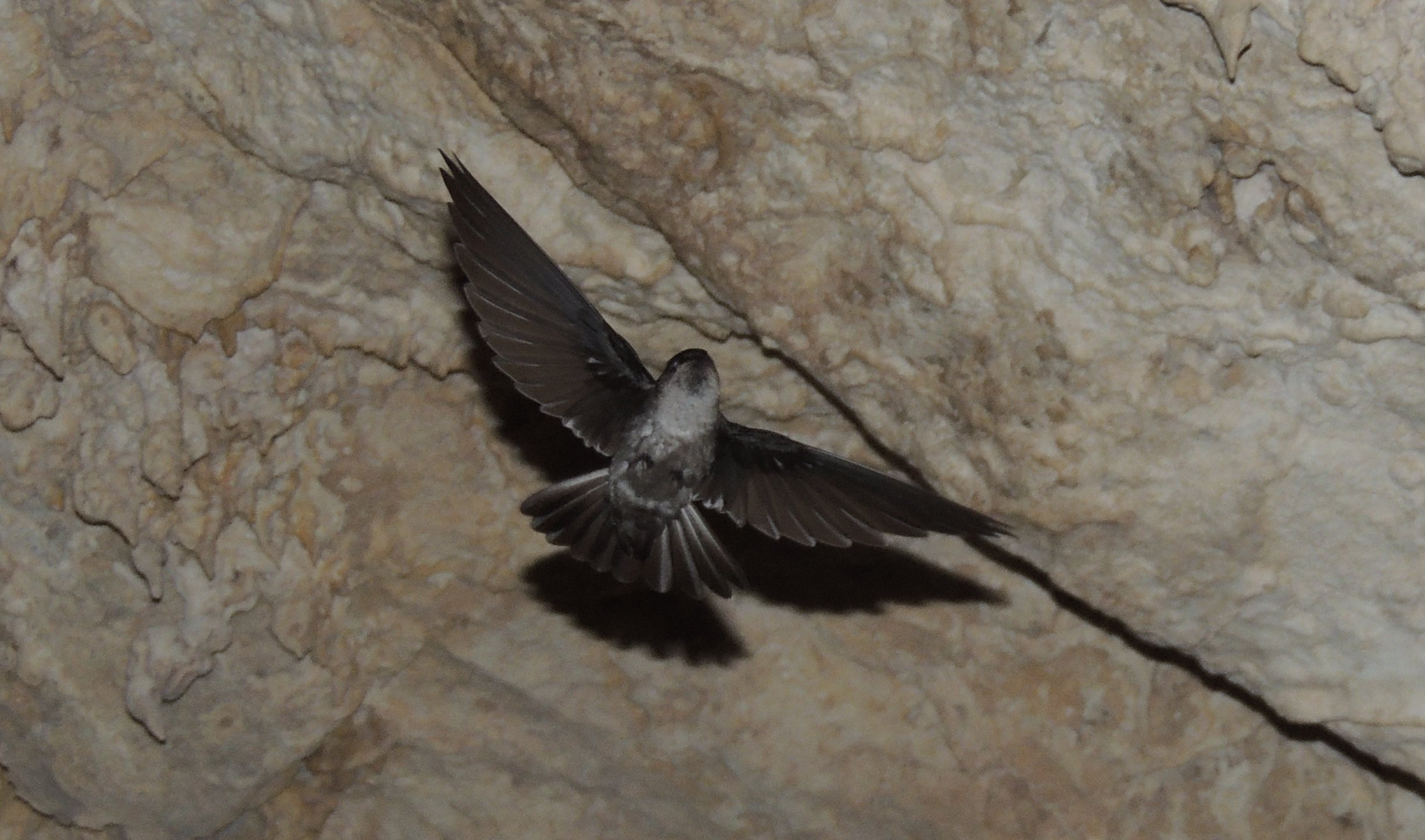
Aerodramus sawtelli

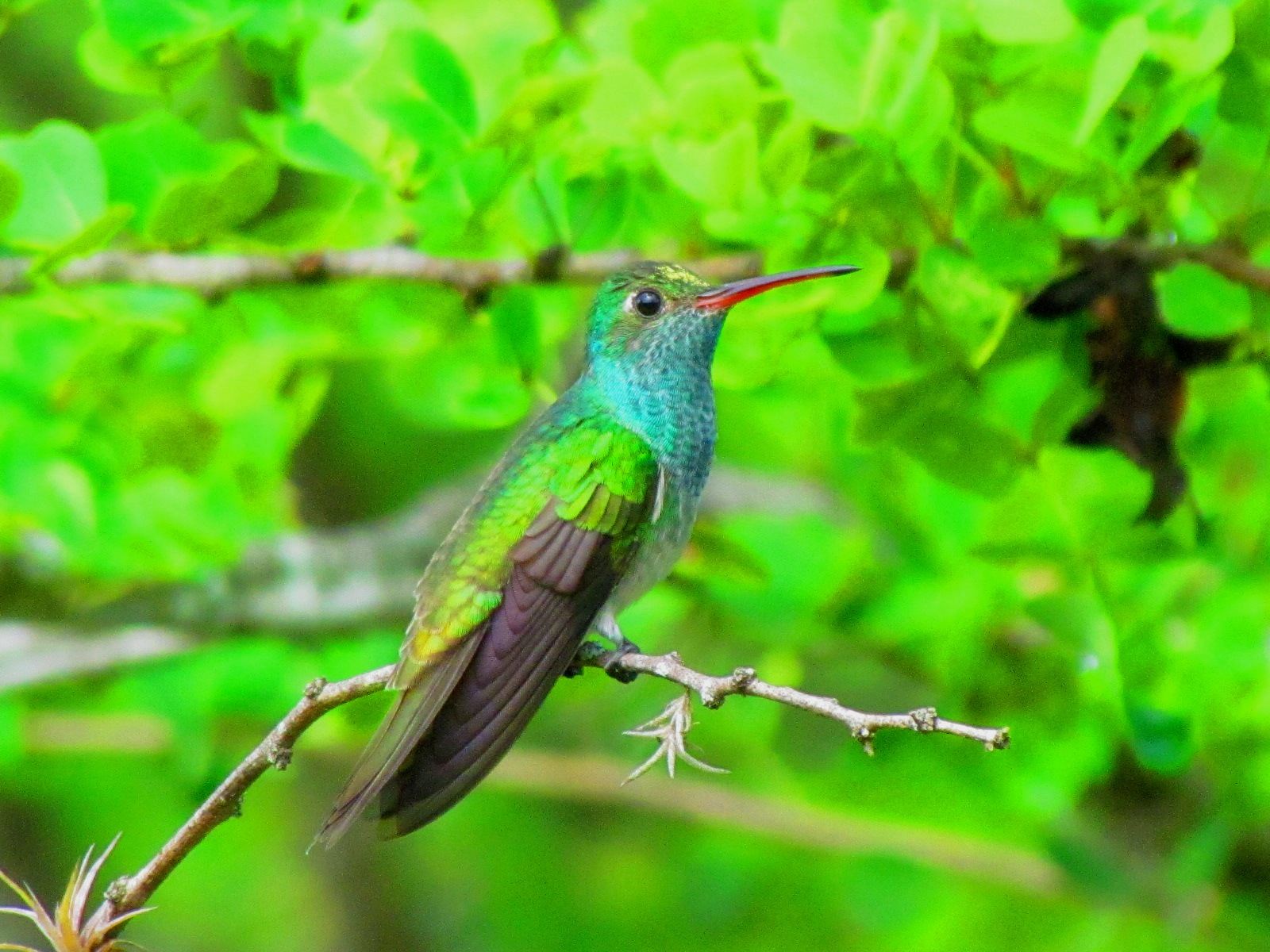
Amazilia luciae

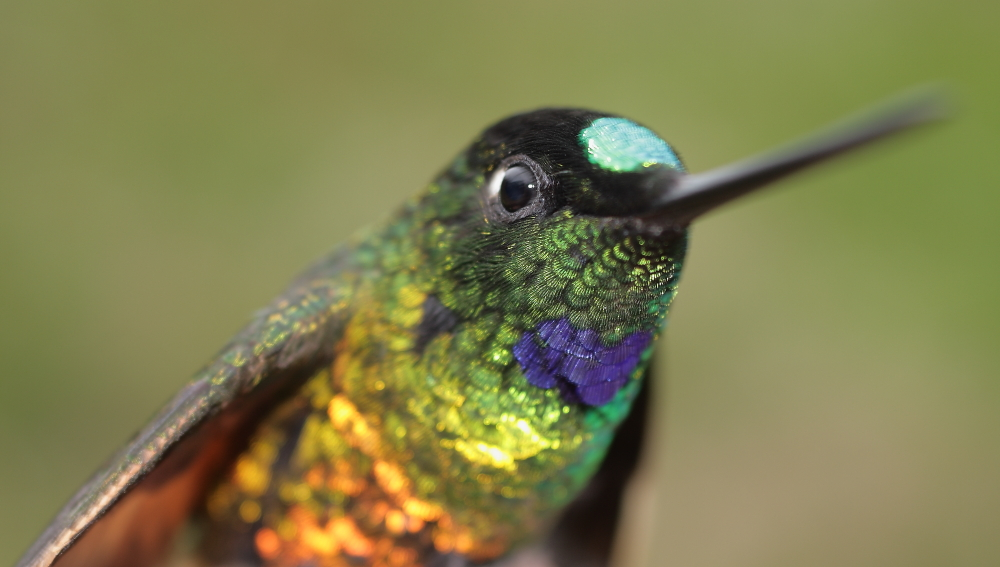
Coeligena consita

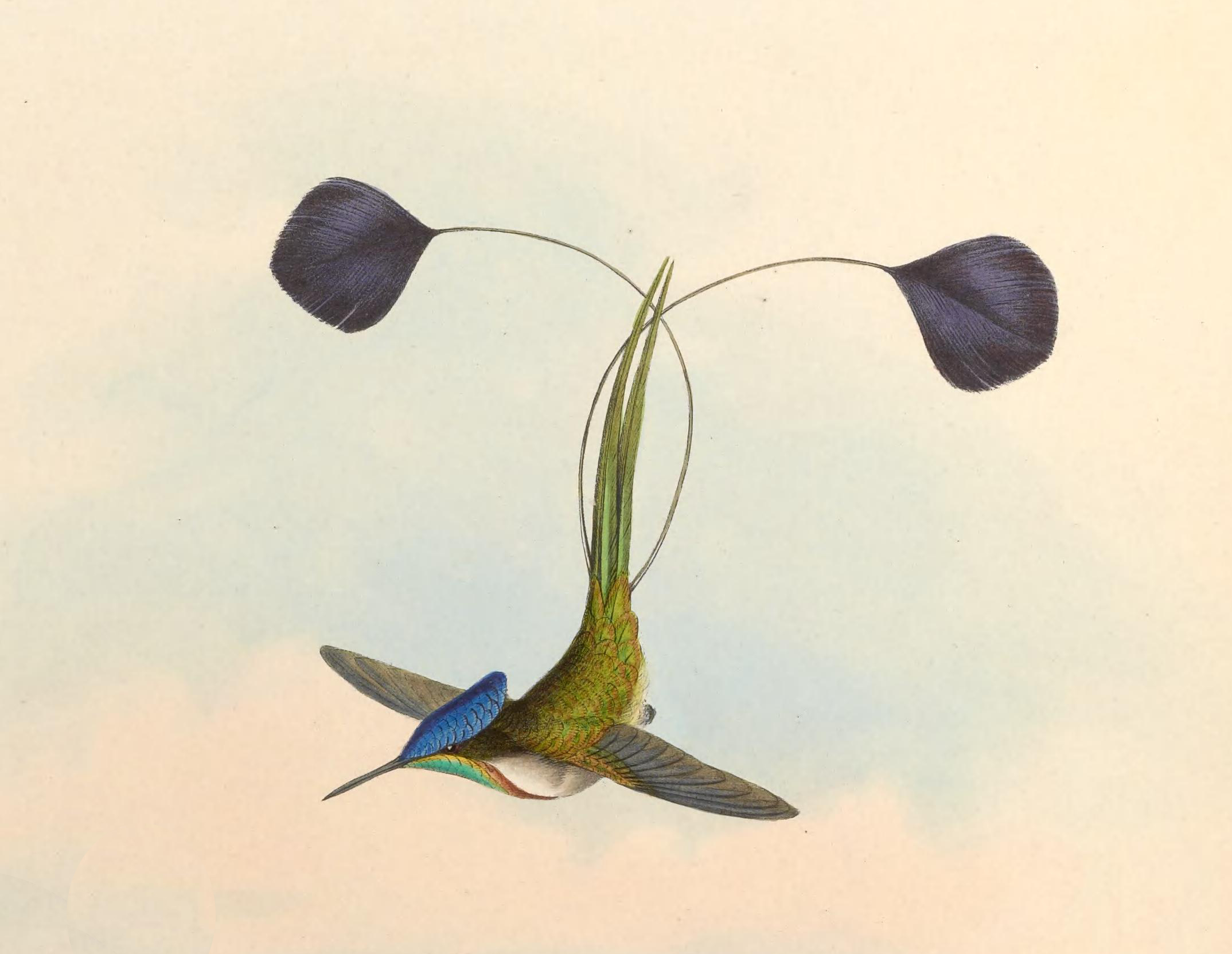
Loddigesia mirabilis

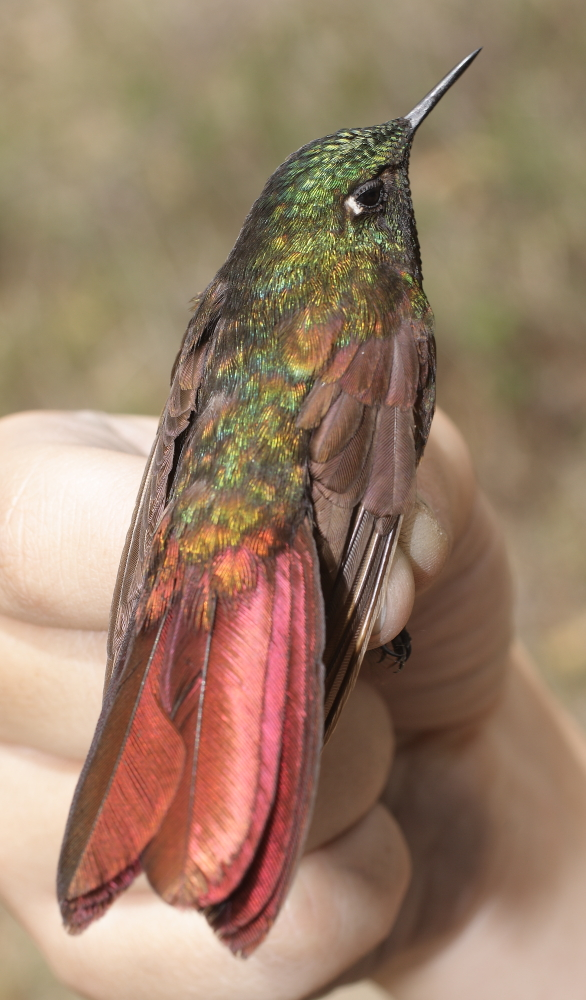
Metallura iracunda

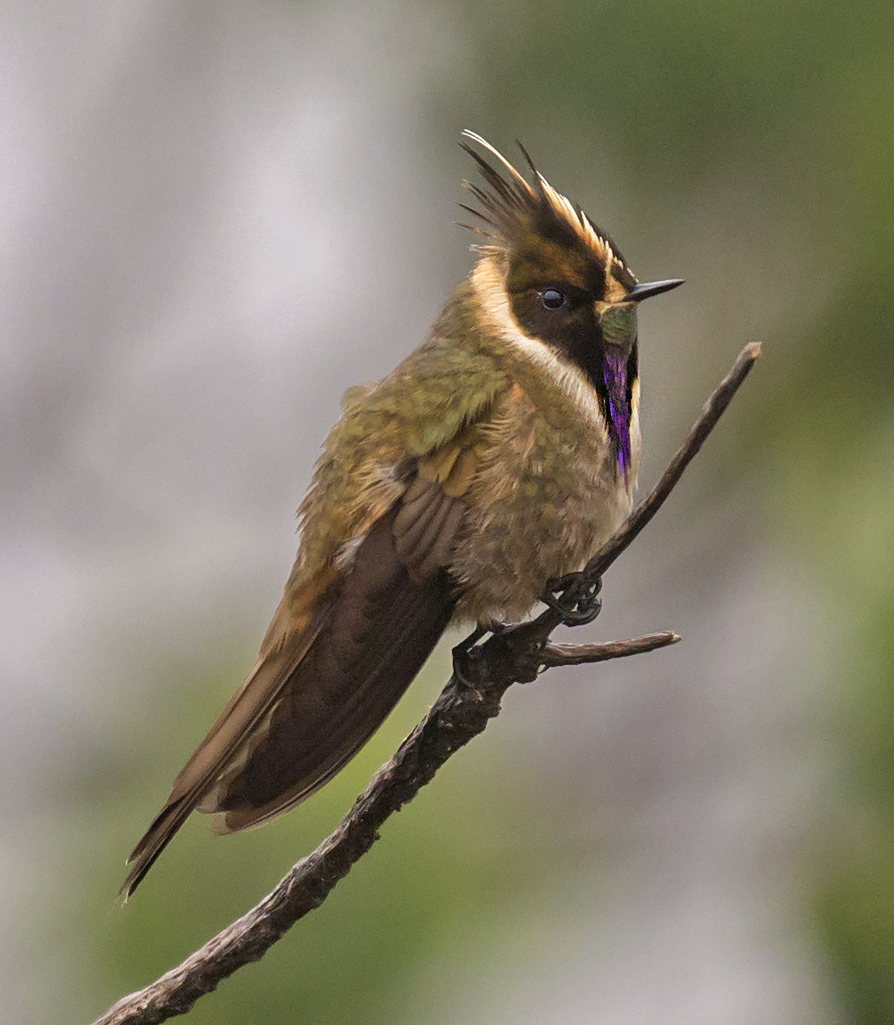
Oxypogon stuebelii

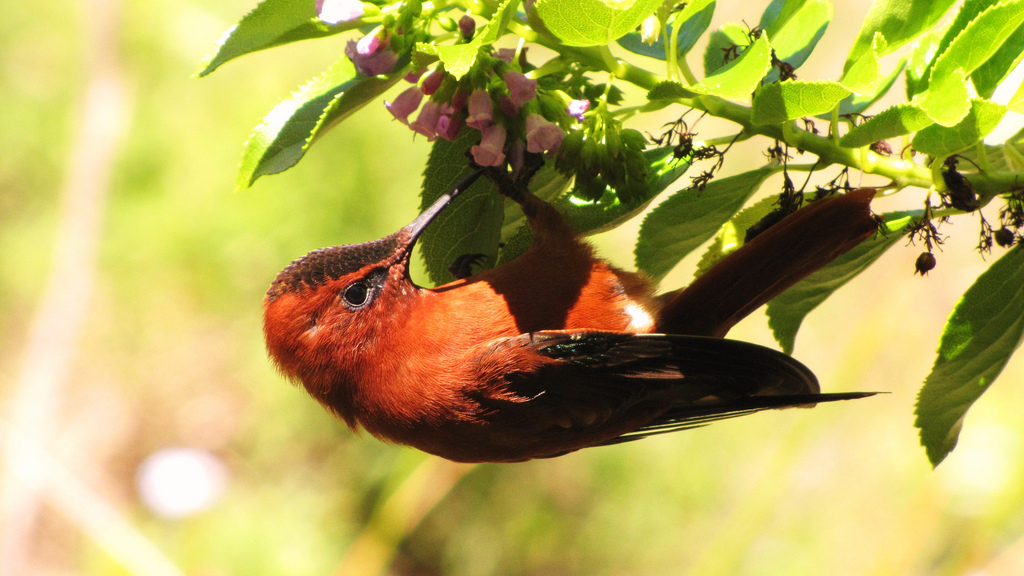
Sephanoides fernandensis

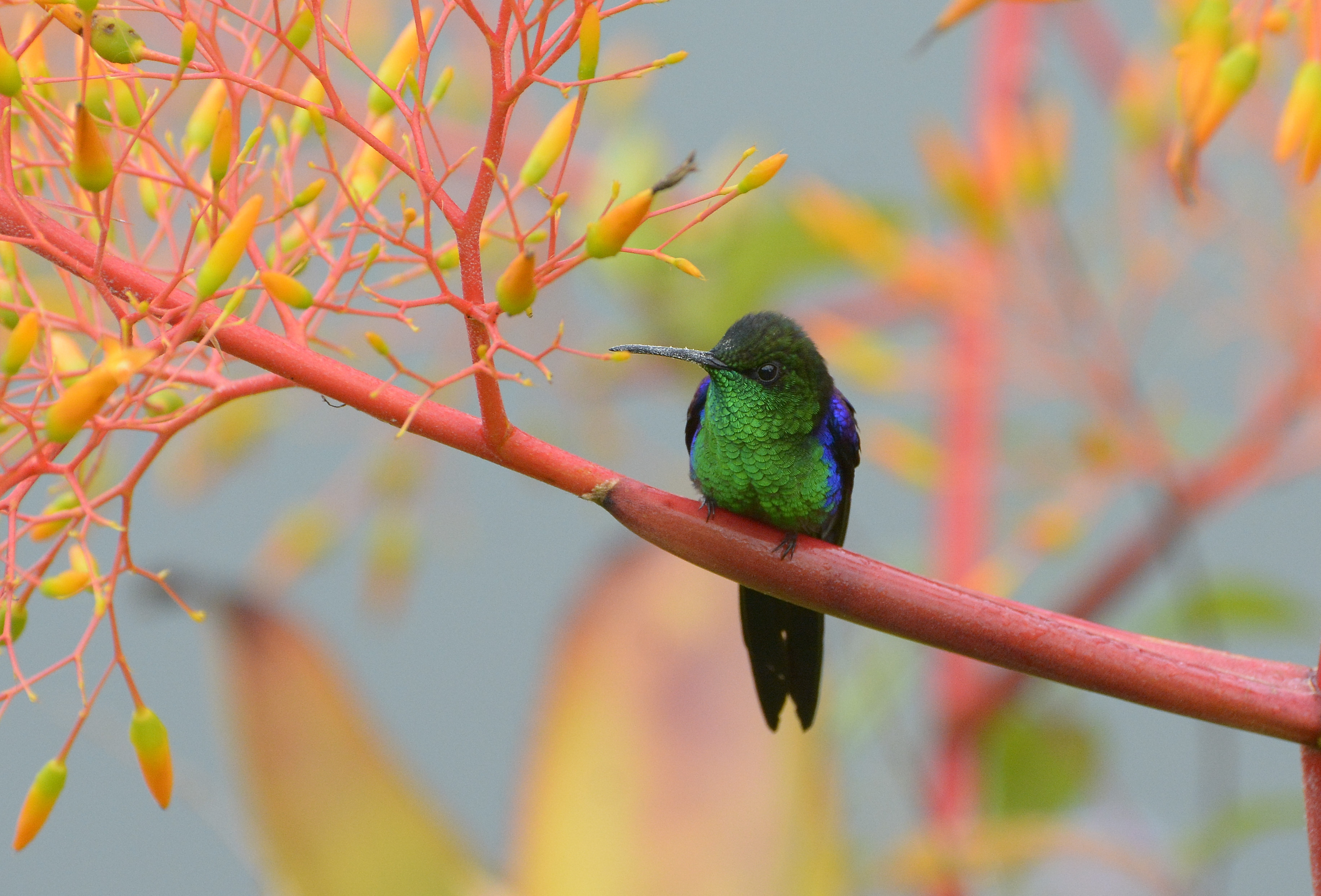
Thalurania watertonii

### СемействоСовиные козодои(Aegothelidae)
Aegotheles savesi — Новокаледонский совиный козодой

### СемействоСтрижи(Apodidae)
Aerodramus bartschi — Гуамская салангана
 Aerodramus elaphrus — Сейшельская салангана
 Aerodramus sawtelli
 Apus acuticauda — Блестящий стриж
 Schoutedenapus schoutedeni

### СемействоКолибри(Trochilidae)
Aglaeactis aliciae — Пурпурноспинный солнечный луч
 Aglaiocercus berlepschi
 Amazilia boucardi — Мангровая амазилия
 Amazilia castaneiventris — Каштановобрюхая амазилия
 Amazilia luciae — Гондурасская амазилия
 Anthocephala floriceps
 Campylopterus phainopeplus — Санта-мартинский саблекрыл
 Chaetocercus berlepschi — Берлепшева лесная звезда
 Chaetocercus bombus
 Chlorostilbon bracei — Изумрудный колибри Брейса
 Chlorostilbon elegans — Изумрудный колибри Гульда
 Coeligena consita
 Coeligena orina — Зелёный инка
 Coeligena prunellei — Чёрный инка
 Eriocnemis godini — Бирюзовый эрион
 Eriocnemis isabellae
 Eriocnemis mirabilis — Белоухий эрион
 Eriocnemis nigrivestis — Черногрудый эрион
 Eulidia yarrellii
 Eupherusa cyanophrys
 Eupherusa poliocerca
 Glaucis dohrnii — Бронзовохвостый рамфодон
 Heliangelus regalis
 Heliodoxa gularis — Красногорлый бриллиант
 Hylonympha macrocerca
 Lepidopyga lilliae
 Loddigesia mirabilis — Ракетохвостый колибри
 Lophornis brachylophus
 Lophornis gouldii — Кокетка Гульда
 Metallura baroni — Пурпурногорлая металлура
 Metallura iracunda — Золотая металлура
 Oxypogon cyanolaemus
 Oxypogon stuebelii
 Phlogophilus hemileucurus
 Ramphomicron dorsale
 Selasphorus ardens — Пламенногорлый селасфорус
 Sephanoides fernandensis — Фернандесский огненношапочный колибри
 Taphrolesbia griseiventris
 Thalurania ridgwayi
 Thalurania watertonii — Длиннохвостая талурания

## ОтрядТрогонообразные(Trogoniformes)

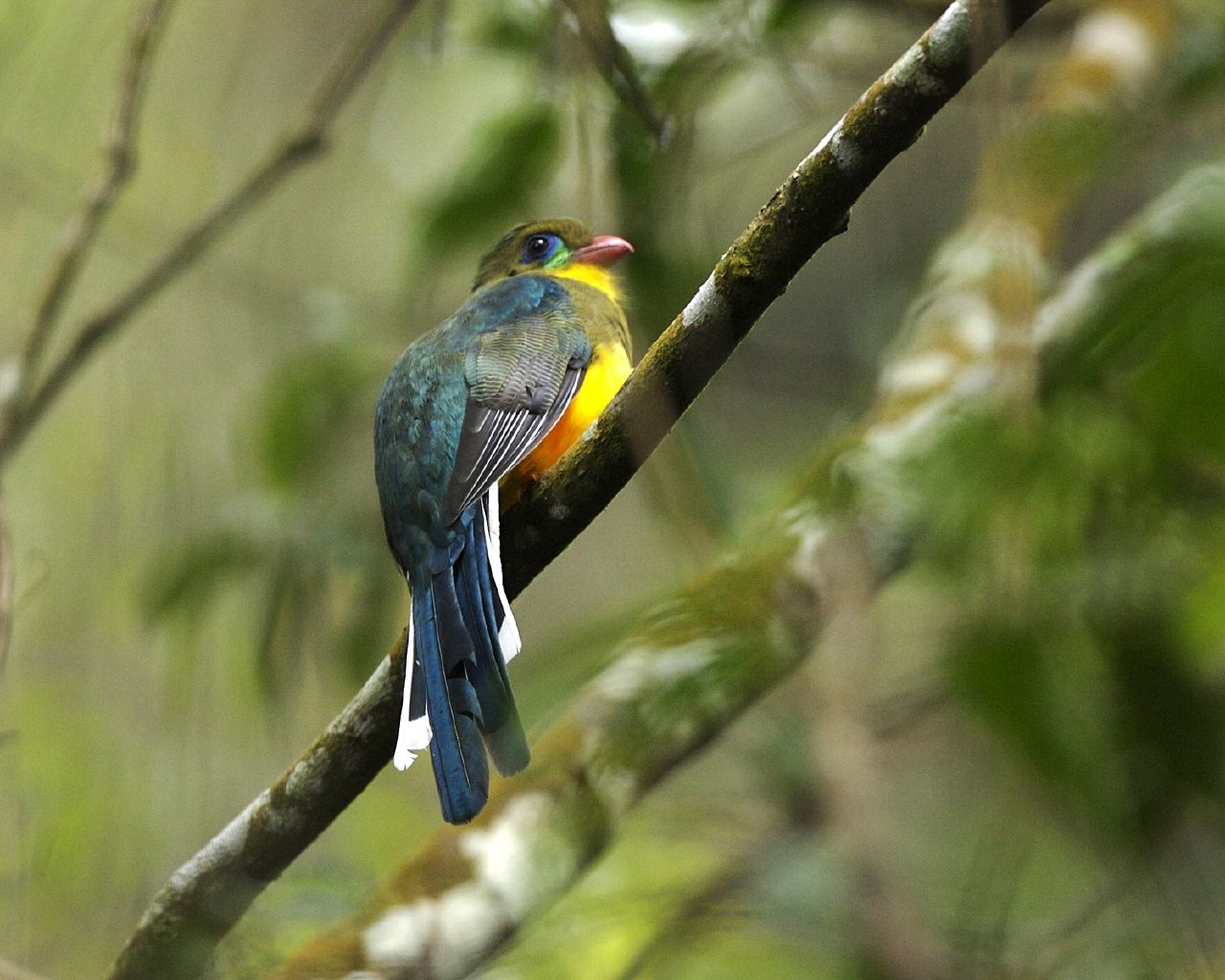
Apalharpactes reinwardtii

### СемействоТрогоновые(Trogonidae)
Apalharpactes reinwardtii — Синехвостый азиатский трогон

## ОтрядРакшеобразные(Coraciiformes)

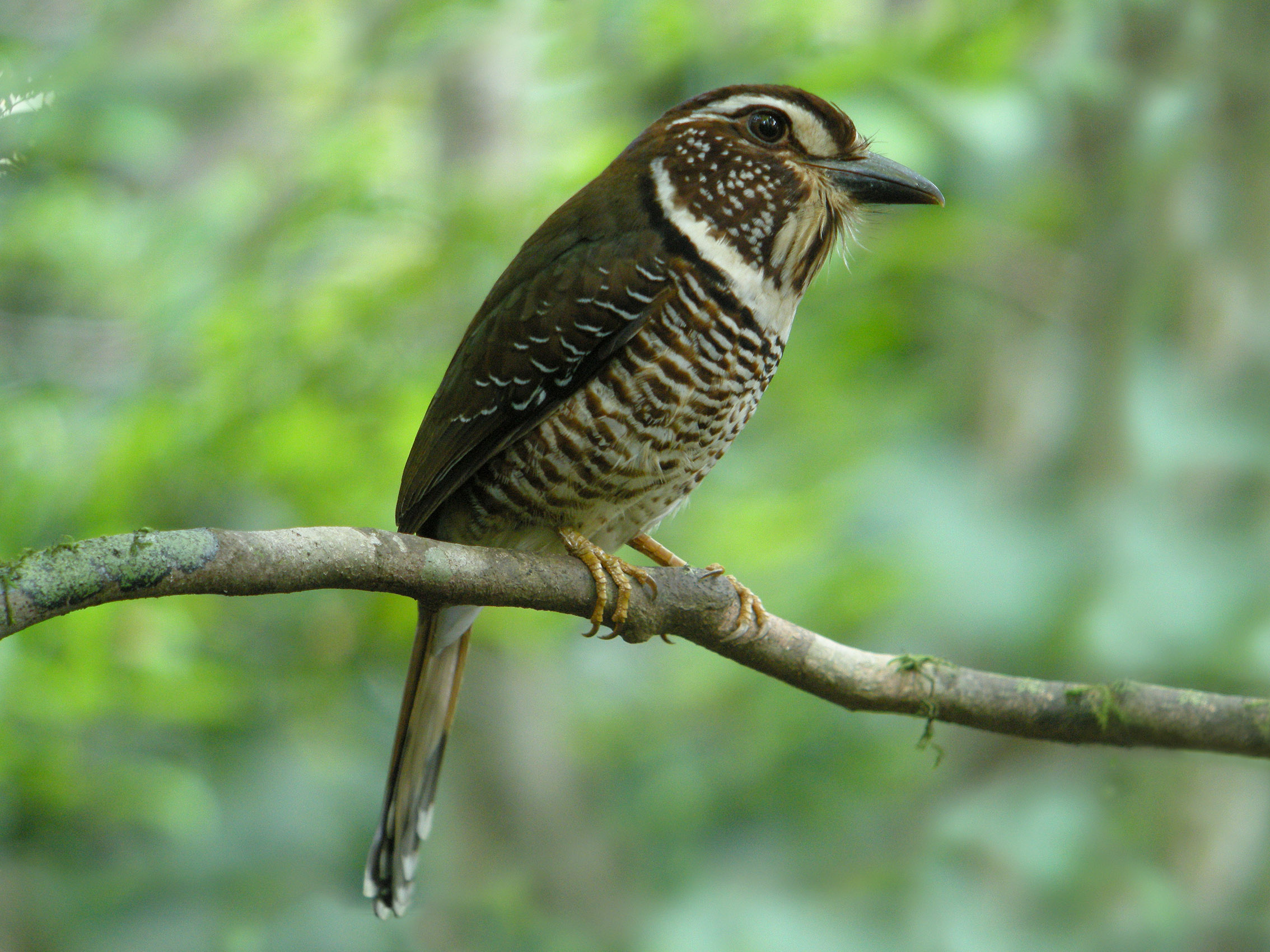
Brachypteracias leptosomus

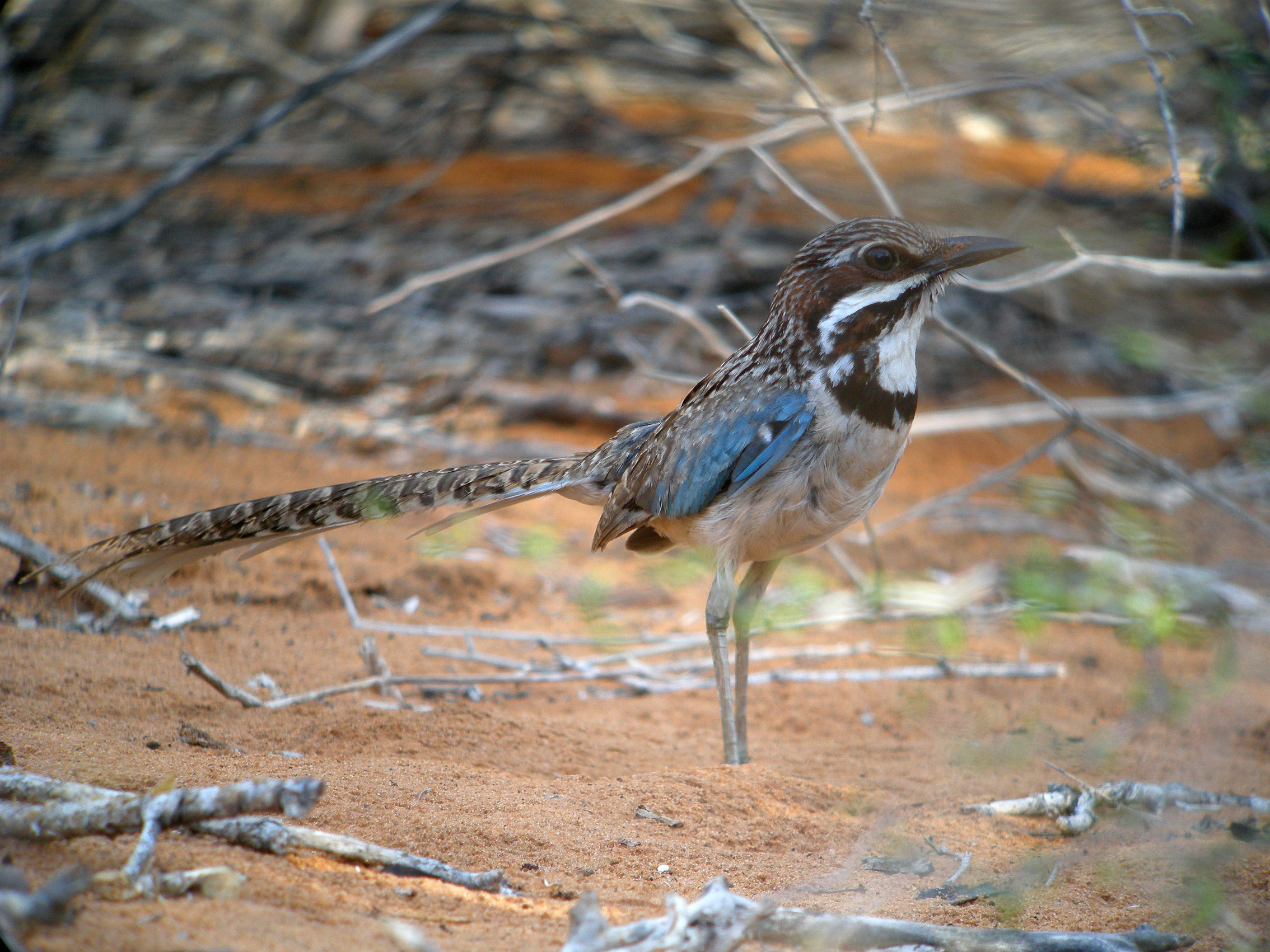
Uratelornis chimaera

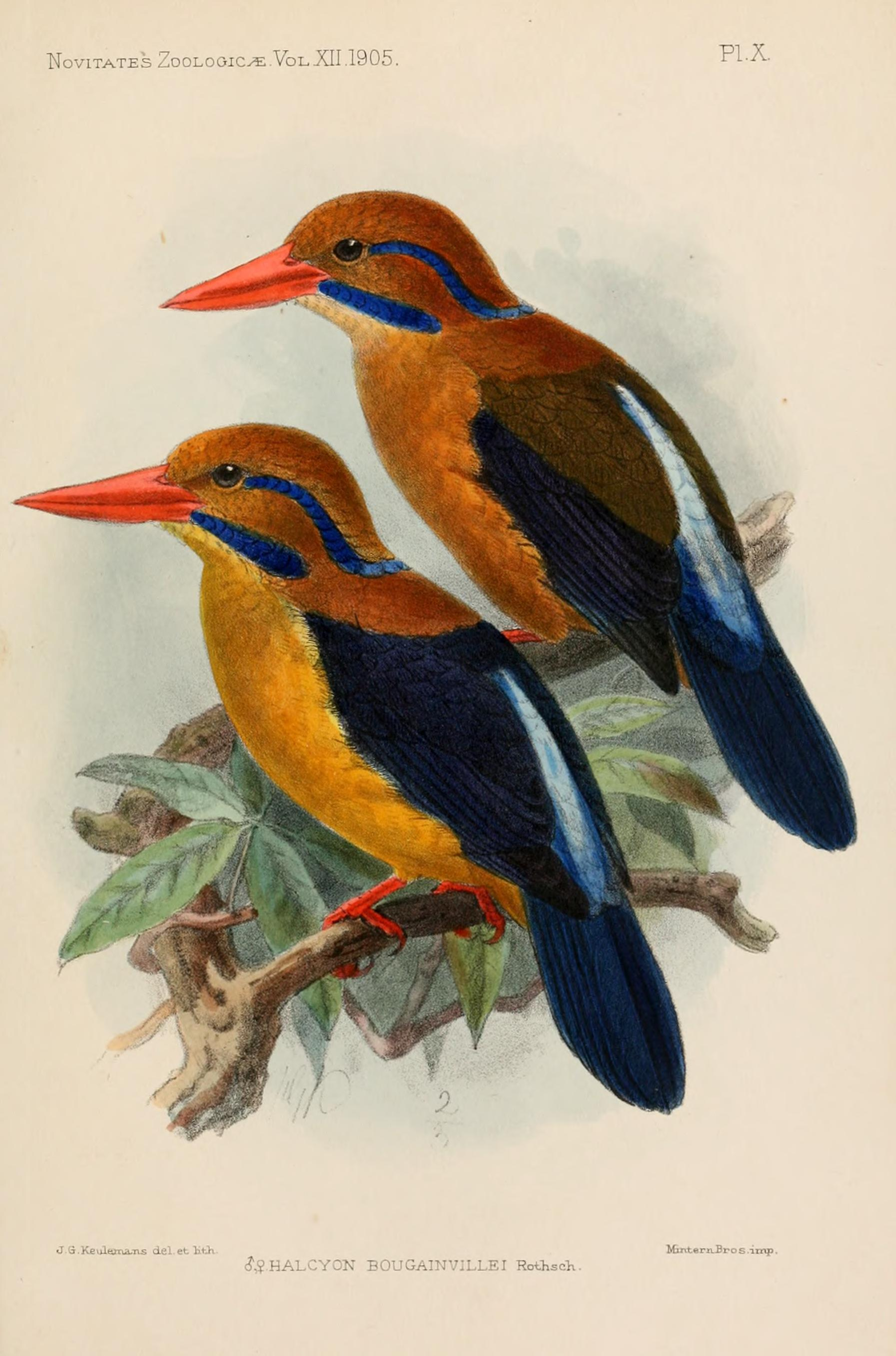
Actenoides bougainvillei

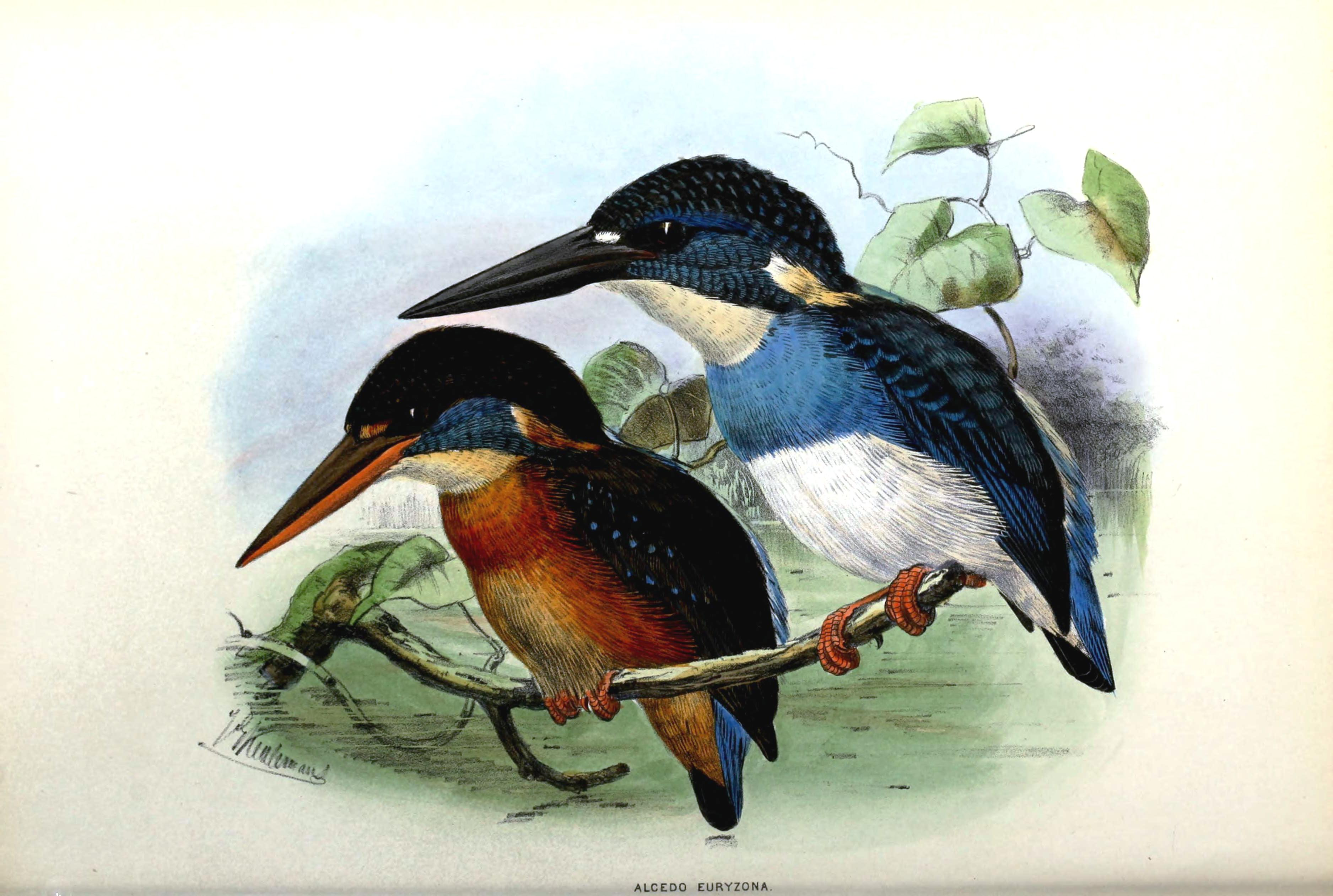
Alcedo euryzona

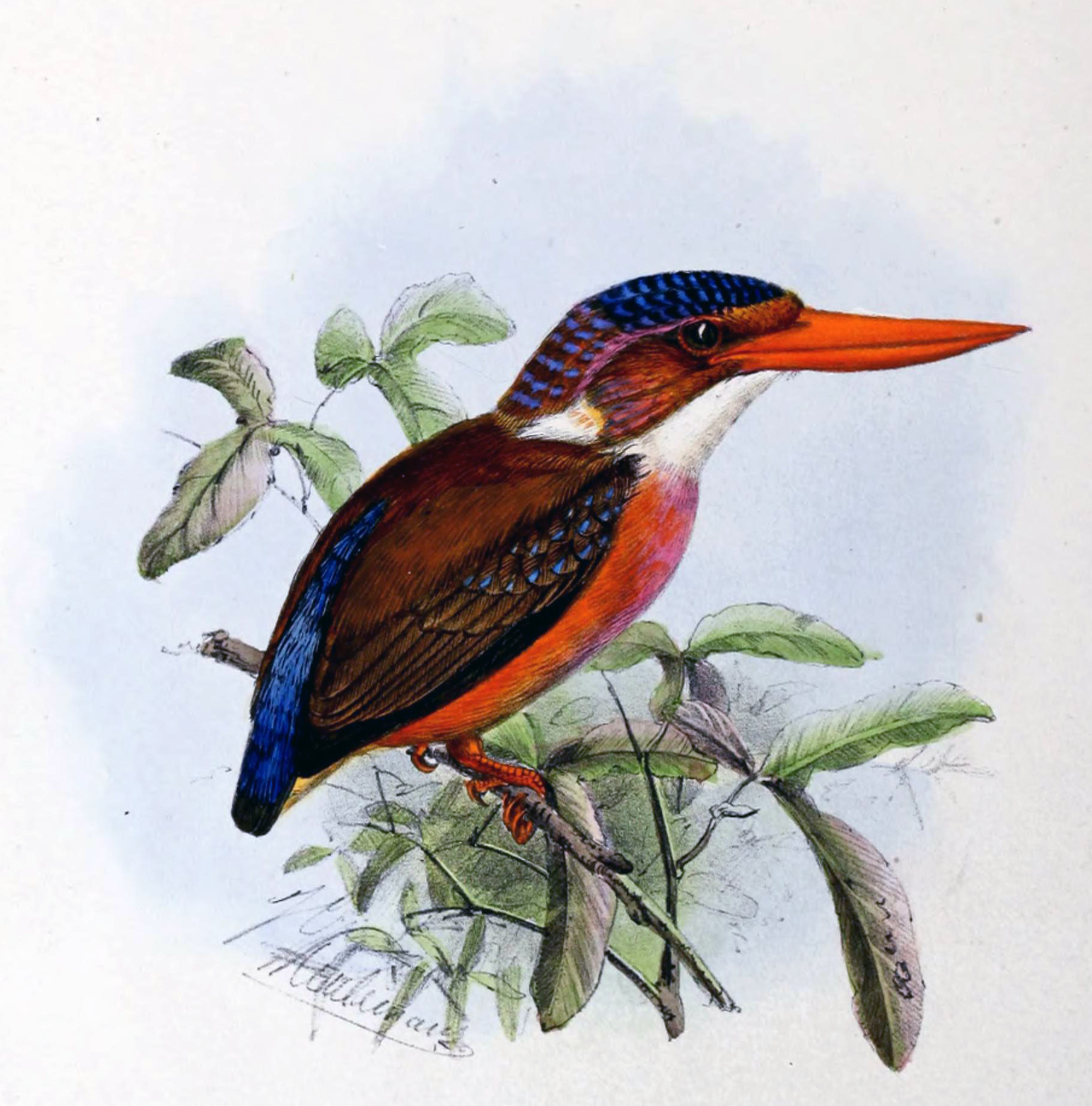
Ceyx sangirensis

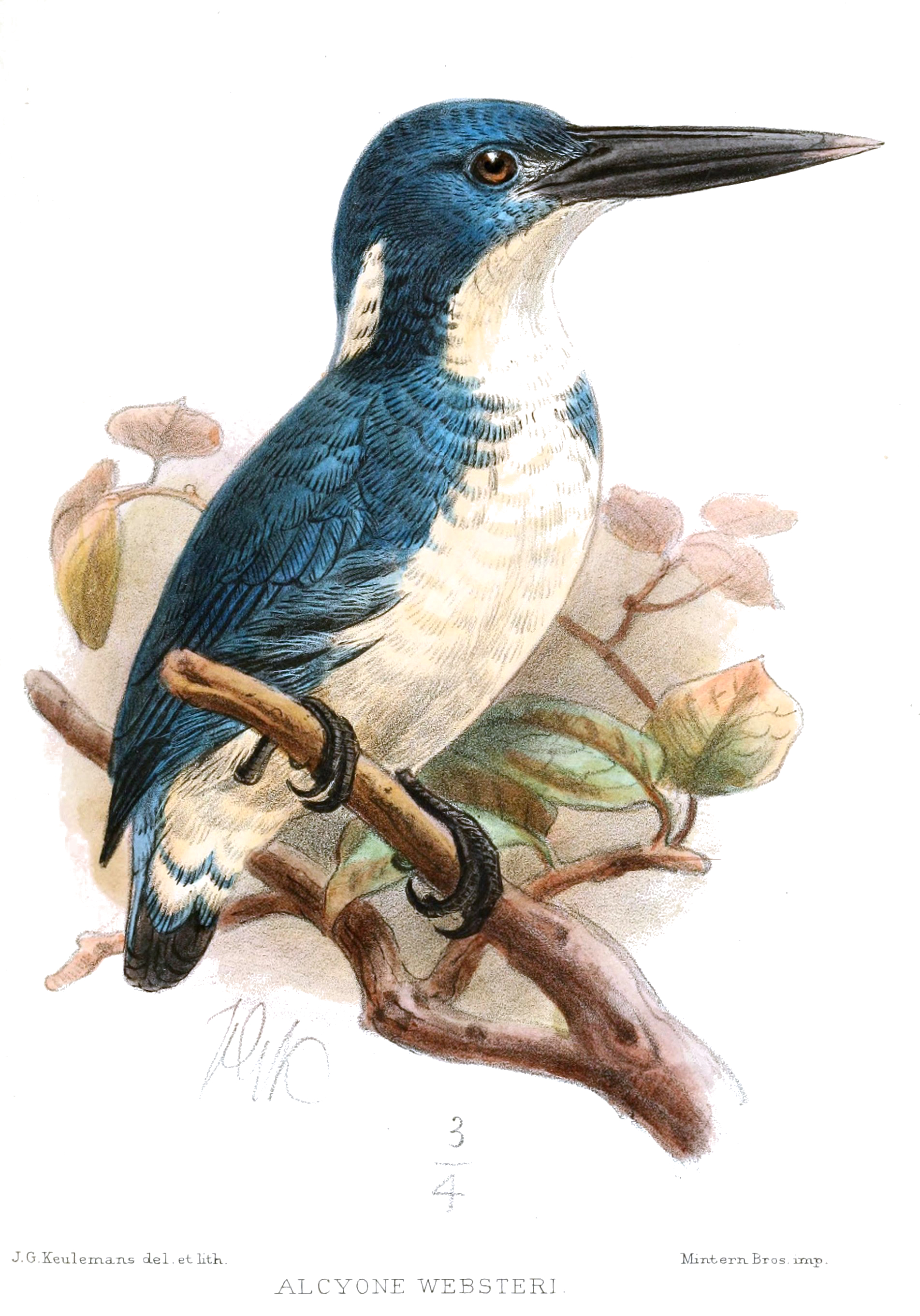
Ceyx websteri

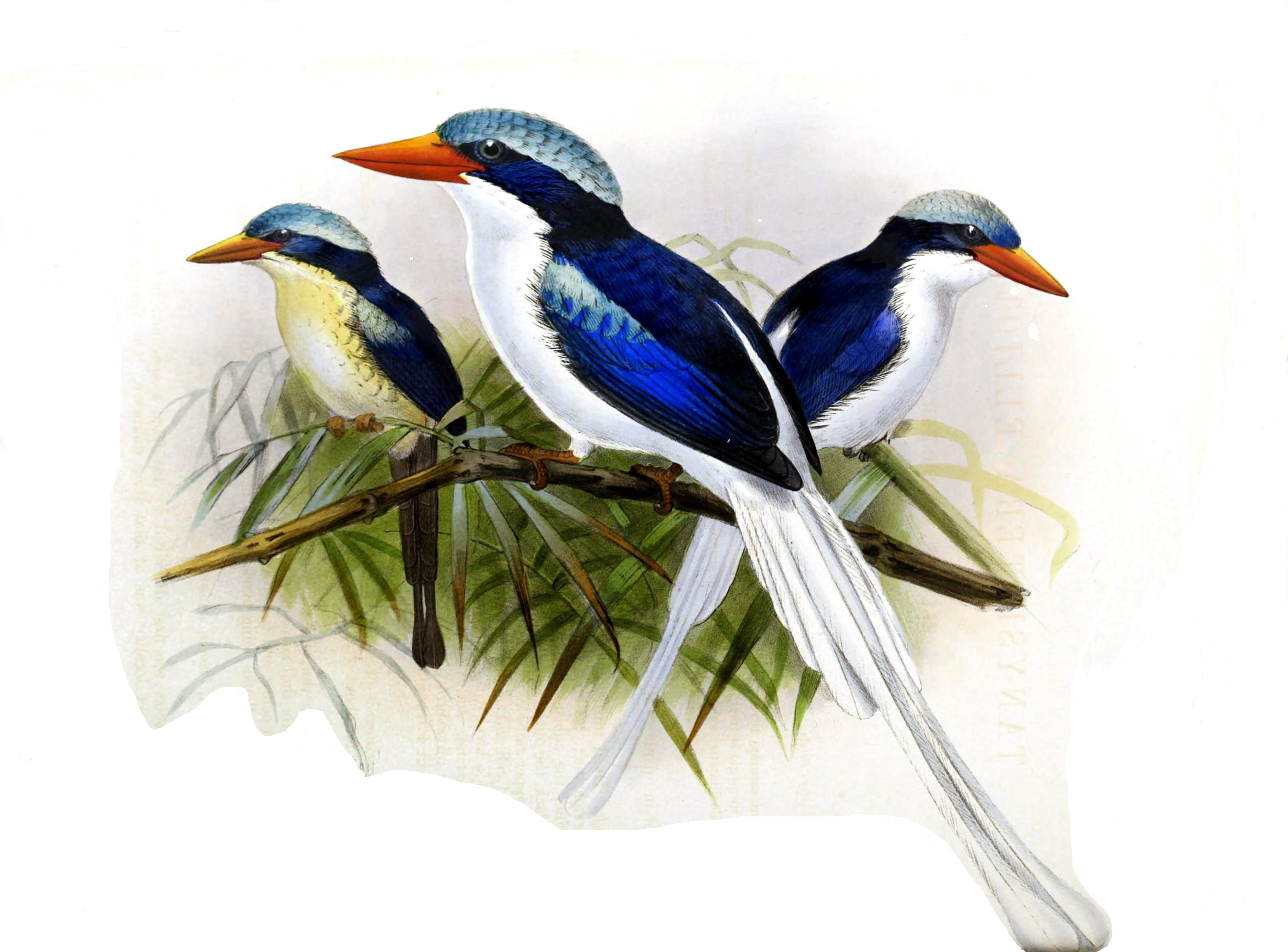
Tanysiptera ellioti

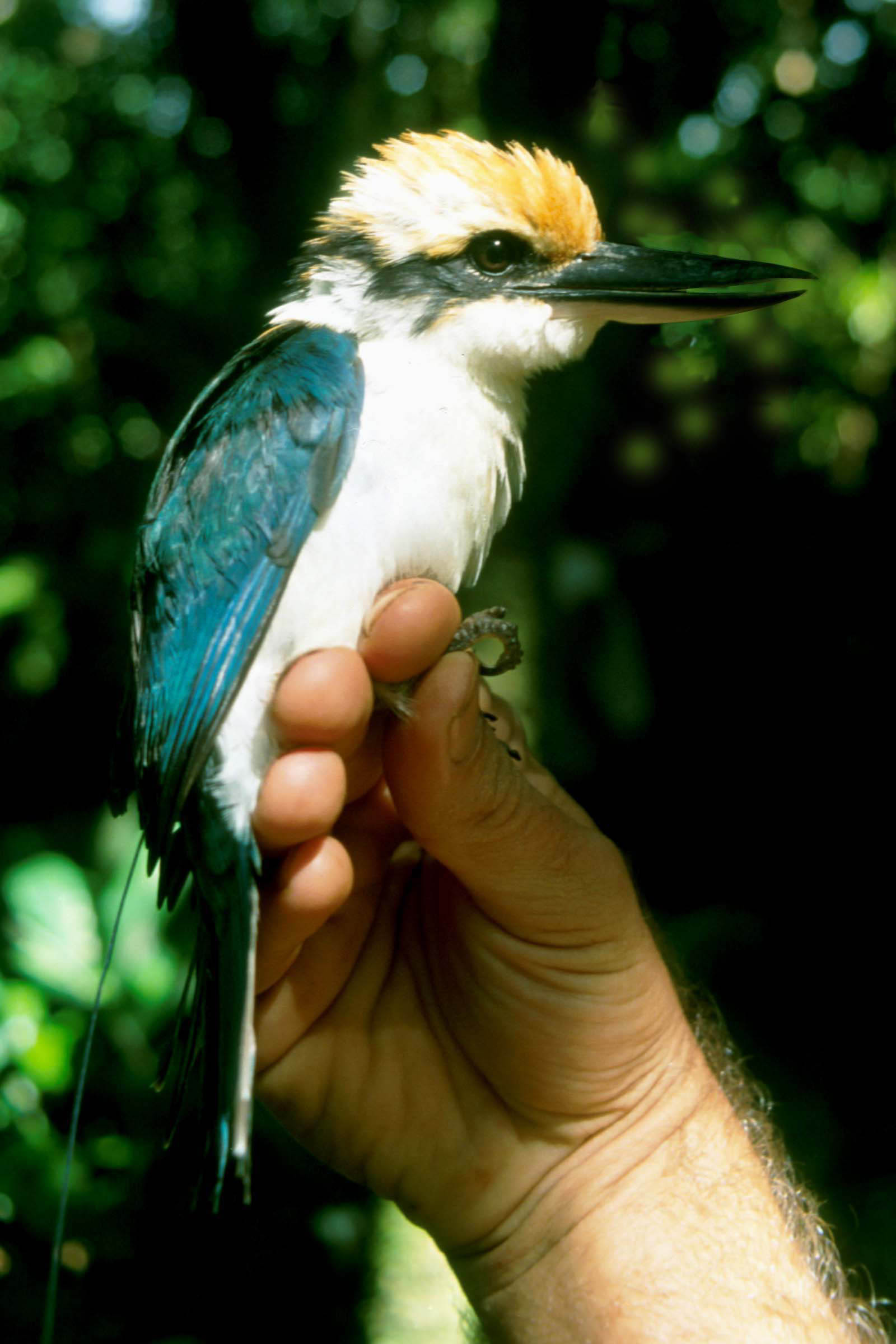
Todiramphus cinnamominus

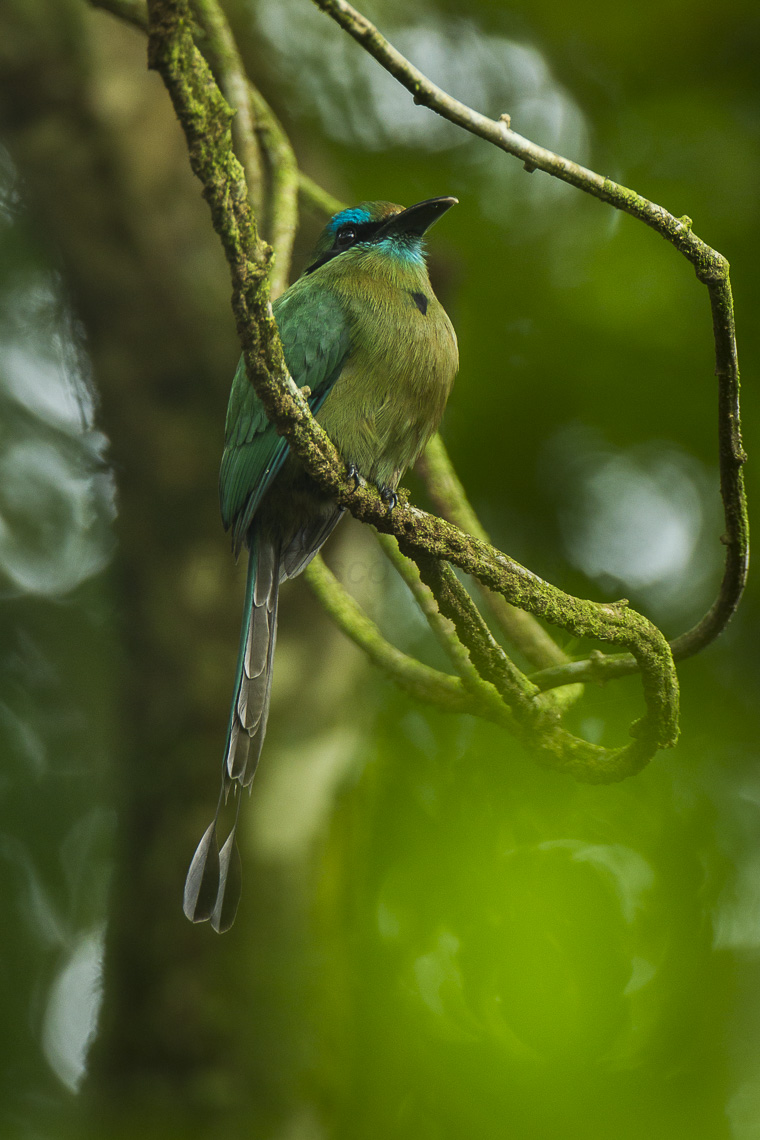
Electron carinatum

### СемействоЗемляные ракши(Brachypteraciidae)
Brachypteracias leptosomus — Коротконогая земляная ракша
 Geobiastes squamiger — Чешуйчатая земляная ракша
 Uratelornis chimaera — Длиннохвостая земляная ракша

### СемействоЗимородковые(Alcedinidae)
Actenoides bougainvillei — Бугенвильский ошейниковый зимородок
 Actenoides excelsus
 Actenoides hombroni — Минданаоский ошейниковый зимородок
 Actenoides regalis
 Alcedo euryzona — Полосатогрудый зимородок
 Ceyx melanurus — Филиппинский лесной зимородок
 Ceyx mindanensis
 Ceyx sangirensis
 Ceyx websteri — Бисмаркский лесной зимородок
 Tanysiptera ellioti — Эллиотов райский зимородок
 Todiramphus cinnamominus — Микронезийский зимородок
 Todiramphus funebris — Молуккская альциона
 Todiramphus gambieri — Туамотский зимородок
 Todiramphus godeffroyi — Маркизский ошейниковый зимородок
 Todiramphus reichenbachii
 Todiramphus ruficollaris — Мангаианский ошейниковый зимородок
 Todiramphus winchelli — Красношейная альциона

### СемействоМомотовые(Momotidae)
Electron carinatum — Ребристоклювый электрон

## ОтрядBucerotiformes

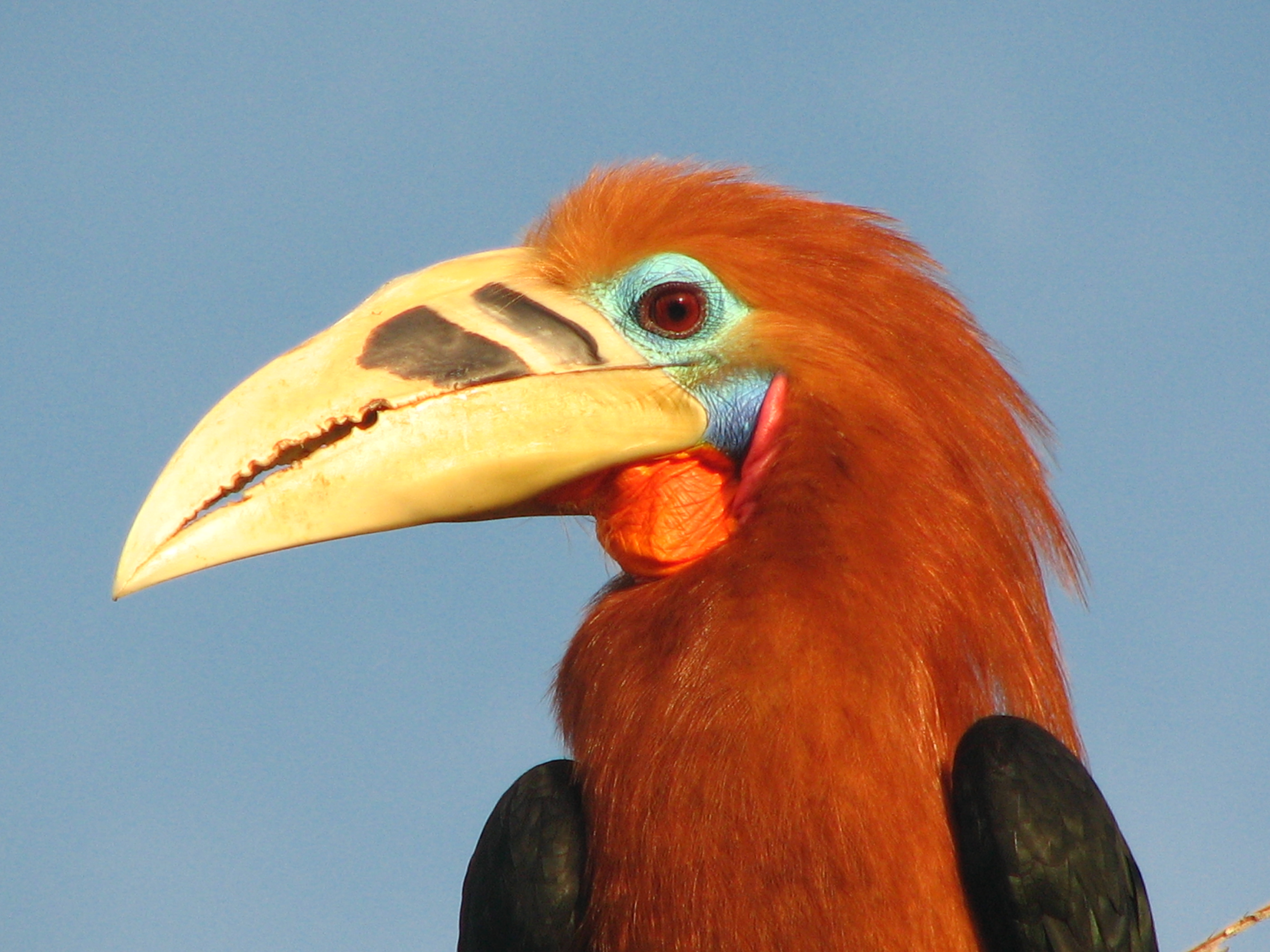
Aceros nipalensis

### СемействоУдодовые(Upupidae)
Upupa antaios

### СемействоПтицы-носороги(Bucerotidae)
Aceros nipalensis — Рыжешейная птица-носорог
 Anthracoceros marchei — Палаванская птица-носорог
 Anthracoceros montani — Сулуанская птица-носорог 
 Buceros hydrocorax — Коричневый калао
 Buceros mindanensis
 Bucorvus leadbeateri — Кафрский рогатый ворон
 Bycanistes cylindricus — Бурощёкий калао
 Ceratogymna elata — Златошлемный калао
 Penelopides mindorensis
 Penelopides panini — Рыжехвостый калао-пенелопидес
 Rhabdotorrhinus exarhatus
 Rhabdotorrhinus waldeni — Рыжеголовая птица-носорог
 Rhinoplax vigil — Шлемоносная птица-носорог
 Rhyticeros cassidix — Сулавесский калао
 Rhyticeros everetti — Сумбийский калао
 Rhyticeros narcondami — Наркондамская птица-носорог
 Rhyticeros subruficollis — Красноватый калао

## ОтрядДятлообразные(Piciformes)

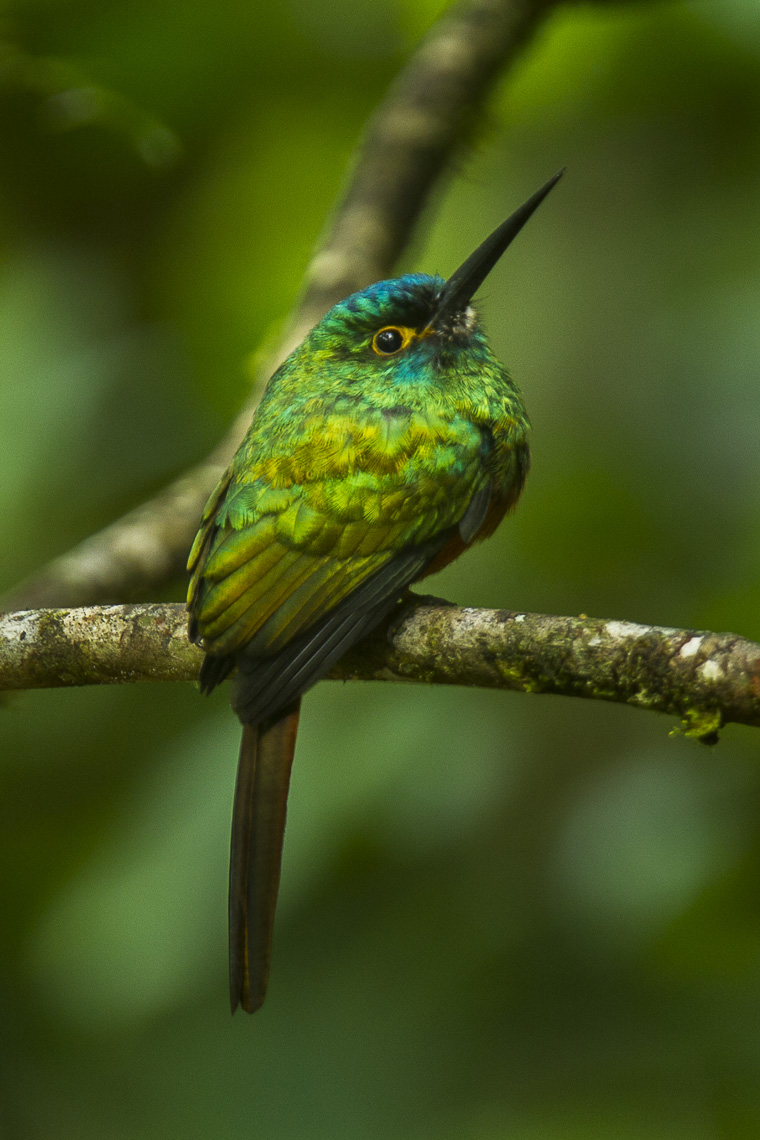
Galbula pastazae

### СемействоЯкамаровые(Galbulidae)
Galbula pastazae — Медногрудая якамара
 Jacamaralcyon tridactyla — Трёхпалая якамара

### СемействоПуховковые(Bucconidae)
Malacoptila minor

### СемействоБородатковые(Capitonidae)
Capito dayi — Полосатогорлый кабезон
 Capito hypoleucus
 Capito quinticolor — Пятицветный кабезон

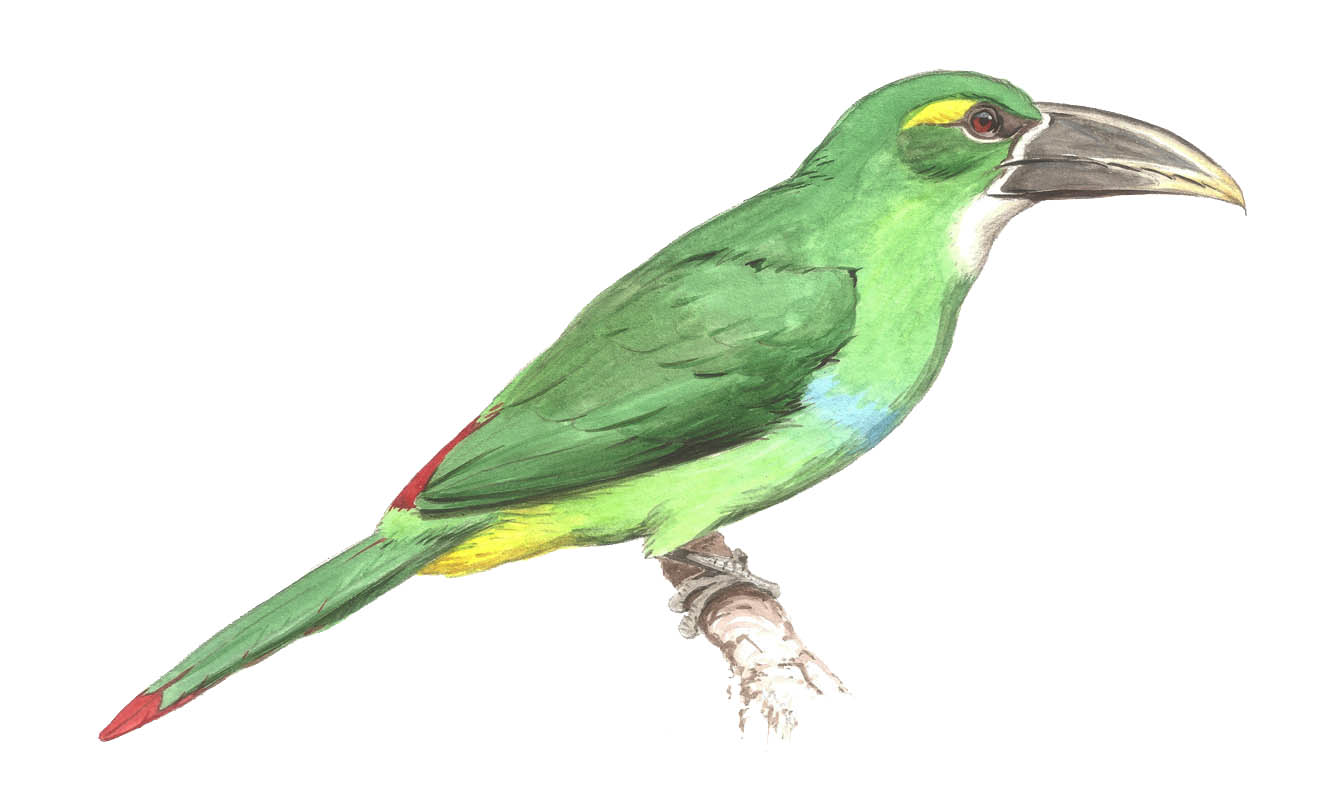
Aulacorhynchus huallagae

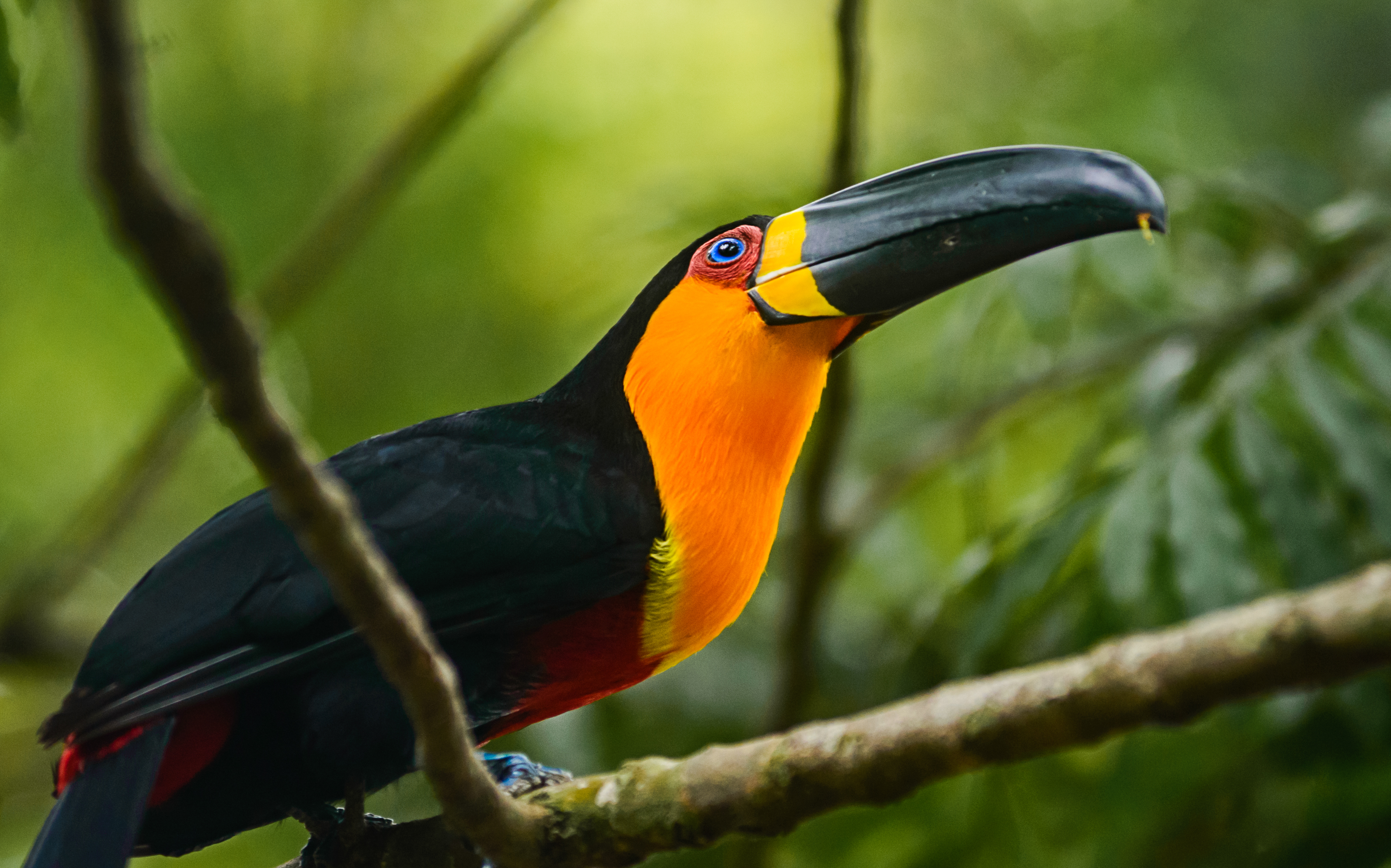
Ramphastos ariel

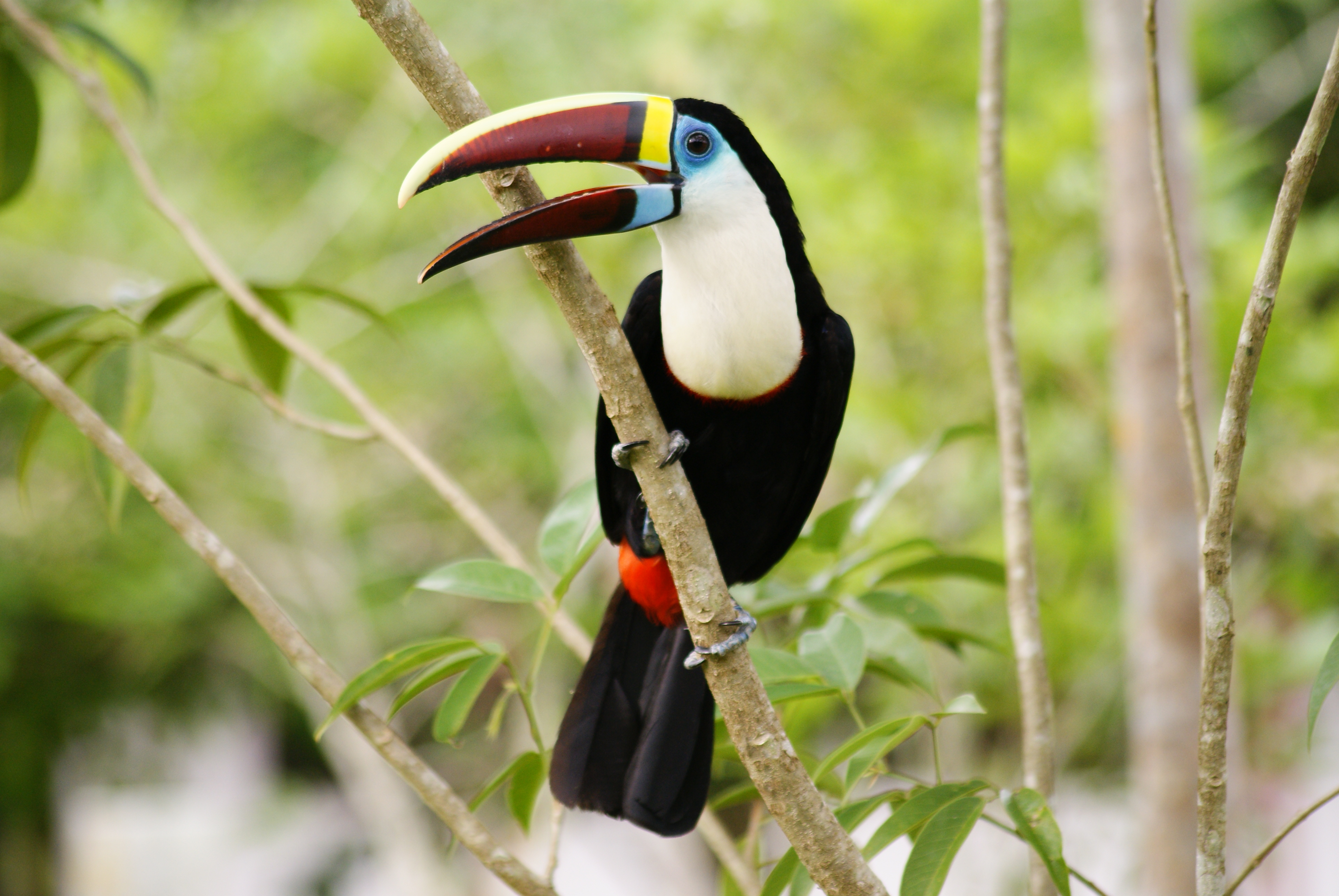
Ramphastos tucanus

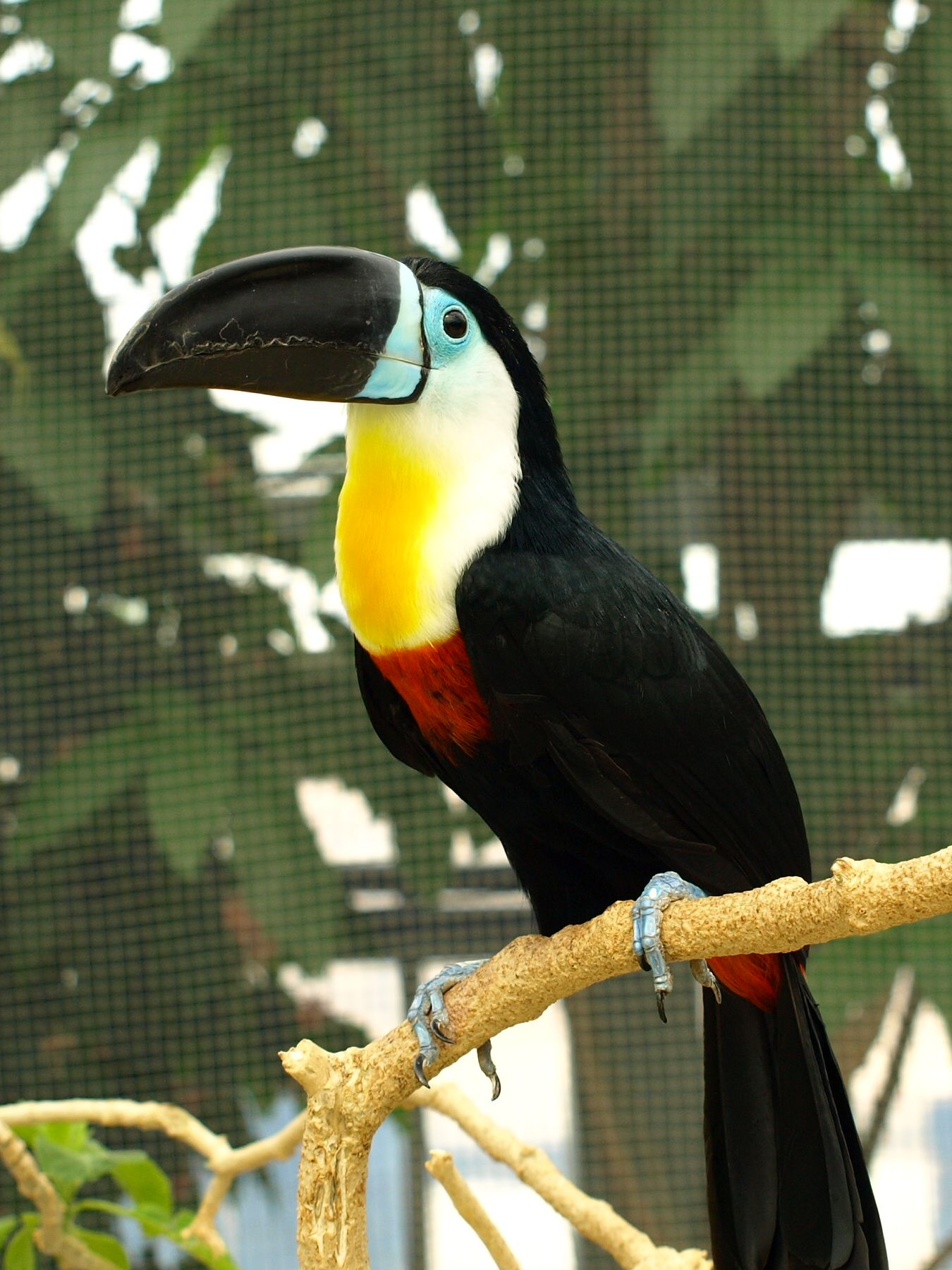
Ramphastos vitellinus

 Capito wallacei

### СемействоТукановые(Ramphastidae)
Aulacorhynchus huallagae — Желтобровый туканет
 Pteroglossus bitorquatus — Двухполосый арасари
 Ramphastos ariel — Тукан-ариель
 Ramphastos culminatus — Голуболицый тукан
 Ramphastos tucanus — Белогрудый тукан
 Ramphastos vitellinus — Тукан-ариель

### СемействоАфриканские бородатки(Lybiidae)

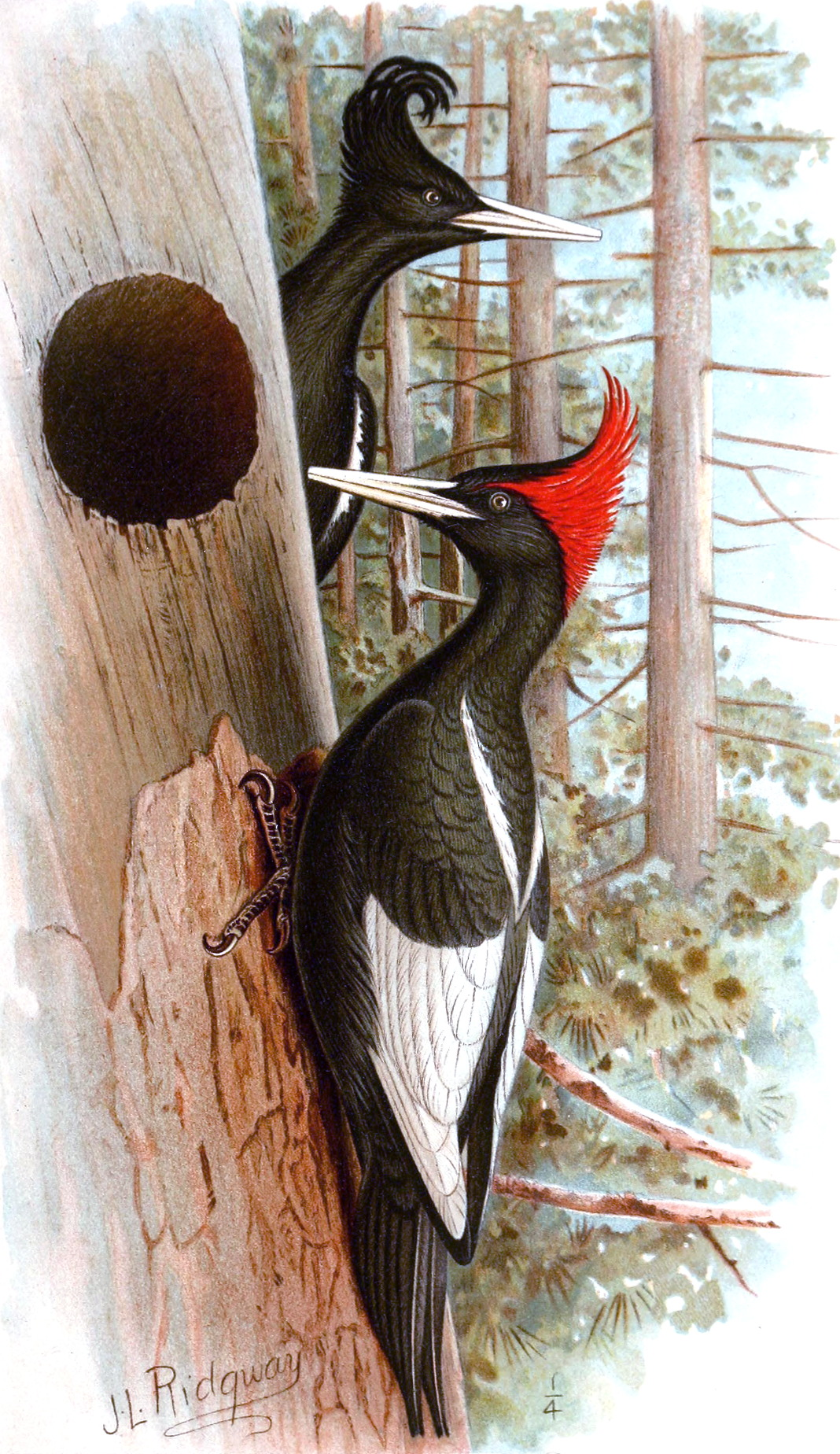
Campephilus imperialis

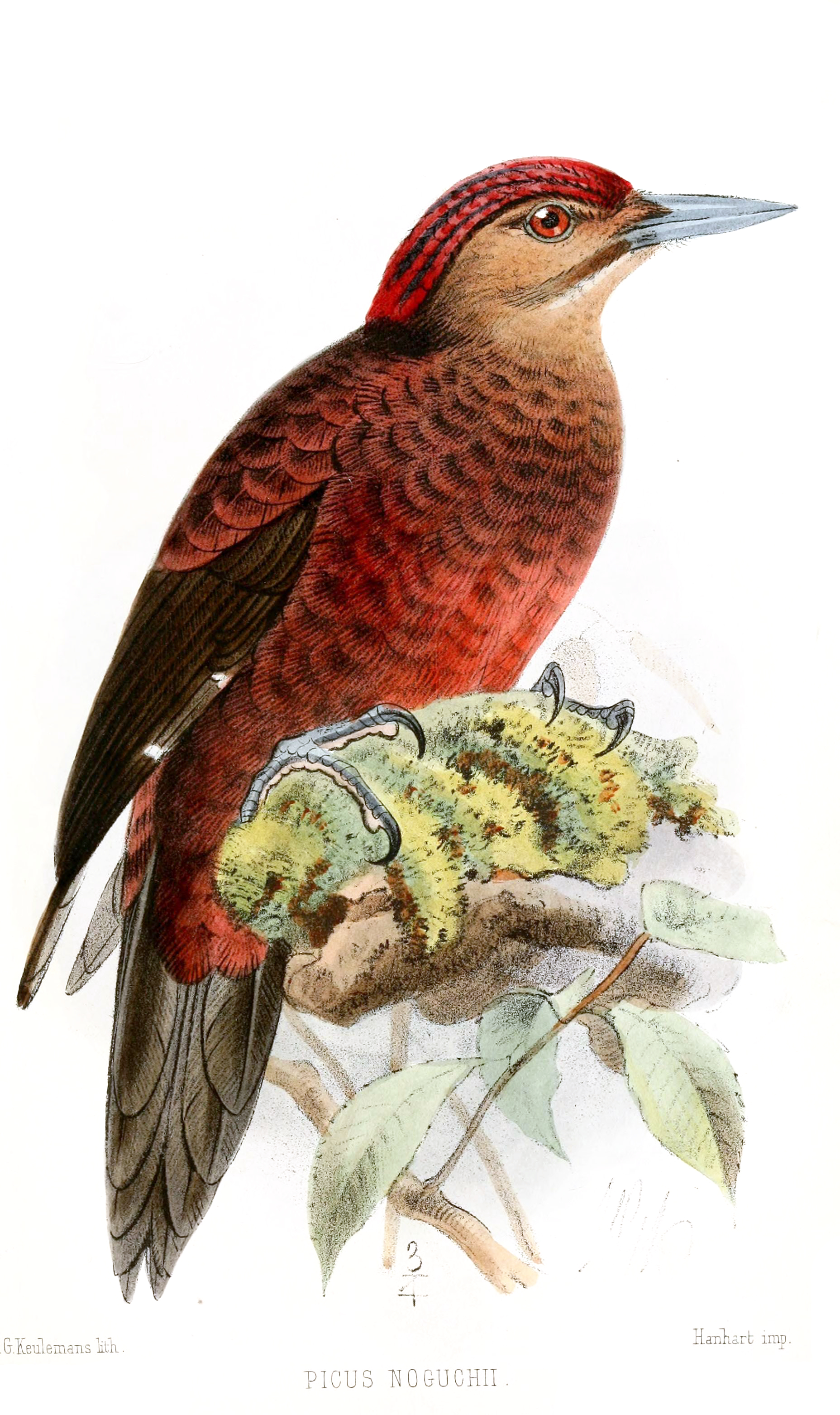
Dendrocopos noguchii

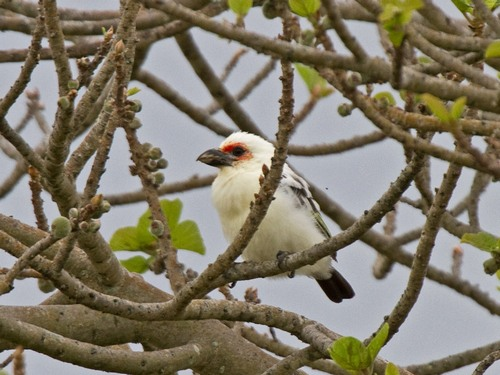
Lybius chaplini

### СемействоДятловые(Picidae)
Campephilus imperialis — Императорский дятел
 Campephilus principalis — Белоклювый дятел
 Celeus obrieni
 Celeus tinnunculus
 Chrysocolaptes erythrocephalus
 Chrysocolaptes strictus
 Chrysocolaptes xanthocephalus
 Colaptes fernandinae — Кубинский шилоклювый дятел
 Colaptes oceanicus — Бермудский дятел
 Dendrocopos noguchii — Окинавский дятел
 Dendropicos dorae
 Hylatomus galeatus
 Meiglyptes tristis — Желтопоясничный волнистый дятел
 Mulleripicus fuliginosus
 Mulleripicus pulverulentus — Большой мюллеров дятел
 Picoides ramsayi
 Picumnus spilogaster
 Picumnus steindachneri
 Picumnus varzeae

## ОтрядСоколообразные(Falconiformes)

### СемействоСоколиные(Falconidae)
Caracara lutosa — Гуадалупская каракара
 Falco araeus — Сейшельская пустельга
 Falco cherrug — Балобан
 Falco duboisi — Реюньонская пустельга
 Falco fasciinucha — Короткохвостый сокол
 Falco hypoleucos — Серый сокол
 Falco punctatus — Маврикийская пустельга
 Micrastur plumbeus

## ОтрядПопугаеобразные(Psittaciformes)

### СемействоStrigopidae
Nestor meridionalis — Нестор-кака
 Nestor notabilis — Кеа
 Nestor productus — Тонкоклювый нестор
 Strigops habroptila — Какапо

### СемействоКакаду(Cacatuidae)
Cacatua alba — Большой белохохлый какаду
 Cacatua haematuropygia — Филиппинский какаду
 Cacatua moluccensis — Молуккский какаду
 Cacatua ophthalmica — Очковый какаду
 Cacatua sulphurea — Малый желтохохлый какаду
 Zanda baudinii — Белоухий траурный какаду
 Zanda latirostris — Белохвостый траурный какаду

### СемействоПопугаевые(Psittacidae)
Agapornis nigrigenis
 Amazona agilis
 Amazona arausiaca
 Amazona auropalliata
 Amazona barbadensis
 Amazona brasiliensis
 Amazona collaria
 Amazona diadema
 Amazona finschi
 Amazona guildingii
 Amazona imperialis
 Amazona lilacina
 Amazona martinicana
 Amazona oratrix
 Amazona pretrei
 Amazona rhodocorytha
 Amazona tucumana
 Amazona ventralis
 Amazona versicolor
 Amazona vinacea
 Amazona violacea
 Amazona viridigenalis
 Amazona vittata
 Anodorhynchus glaucus
 Anodorhynchus hyacinthinus
 Anodorhynchus leari
 Ara ambiguus
 Ara glaucogularis
 Ara militaris
 Ara rubrogenys
 Ara tricolor
 Aratinga solstitialis
 Bolborhynchus ferrugineifrons
 Brotogeris pyrrhoptera
 Charmosyna amabilis
 Charmosyna diadema
 Charmosyna palmarum
 Charmosyna toxopei
 Conuropsis carolinensis
 Coracopsis barklyi
 Cyanopsitta spixii
 Cyanoramphus forbesi
 Cyanoramphus malherbi
 Cyanoramphus ulietanus
 Cyanoramphus unicolor
 Cyanoramphus zealandicus
 Cyclopsitta coxeni
 Eclectus infectus
 Eos cyanogenia
 Eos histrio
 Eunymphicus cornutus
 Eunymphicus uvaeensis
 Forpus xanthops
 Guaruba guarouba
 Hapalopsittaca amazonina
 Hapalopsittaca fuertesi
 Hapalopsittaca pyrrhops
 Lathamus discolor
 Leptosittaca branickii
 Lophopsittacus bensoni
 Lophopsittacus mauritianus
 Loriculus flosculus
 Lorius domicella
 Lorius garrulus
 Mascarinus mascarin
 Necropsittacus rodricanus
 Neophema chrysogaster
 Ognorhynchus icterotis
 Pezoporus occidentalis
 Pionites leucogaster
 Pionites xanthurus
 Primolius couloni
 Prioniturus luconensis
 Prioniturus mindorensis
 Prioniturus platenae
 Prioniturus verticalis
 Prosopeia splendens
 Psephotellus chrysopterygius
 Psephotellus pulcherrimus
 Psittacara chloropterus
 Psittacara euops
 Psittacara labati
 Psittacula eques
 Psittacula exsul
 Psittacula wardi
 Psittacus erithacus
 Psittacus timneh
 Psittrichas fulgidus
 Pyrilia vulturina
 Pyrrhura albipectus
 Pyrrhura amazonum
 Pyrrhura caeruleiceps
 Pyrrhura calliptera
 Pyrrhura cruentata
 Pyrrhura eisenmanni
 Pyrrhura griseipectus
 Pyrrhura lepida
 Pyrrhura orcesi
 Pyrrhura perlata
 Pyrrhura pfrimeri
 Pyrrhura snethlageae
 Pyrrhura subandina
 Pyrrhura viridicata
 Rhynchopsitta pachyrhyncha
 Rhynchopsitta terrisi
 Tanygnathus gramineus
 Touit costaricensis
 Touit huetii
 Touit melanonotus
 Touit stictopterus
 Touit surdus
 Trichoglossus forsteni
 Trichoglossus rosenbergii
 Vini kuhlii
 Vini peruviana
 Vini stepheni
 Vini ultramarina

## ОтрядВоробьинообразные(Passeriformes)

### СемействоНовозеландские крапивники(Acanthisittidae)
Traversia lyalli
 Xenicus gilviventris
 Xenicus longipes

### СемействоРогоклювые(Eurylaimidae)
Pseudocalyptomena graueri
 Sarcophanops samarensis
 Sarcophanops steerii

### СемействоПиттовые(Pittidae)
Erythropitta caeruleitorques
 Erythropitta inspeculata
 Erythropitta palliceps
 Erythropitta splendida
 Erythropitta venusta
 Hydrornis baudii
 Hydrornis gurneyi
 Hydrornis schneideri
 Pitta anerythra
 Pitta nympha
 Pitta rosenbergii
 Pitta steerii
 Pitta superba

### СемействоФилепиттовые(Philepittidae)
Neodrepanis hypoxantha — Короткоклювая ложнонектарница

### СемействоПечниковые(Furnariidae)
Acrobatornis fonsecai
 Aphrastura masafucrae
 Asthenes helleri
 Asthenes perijana
 Asthenes usheri
 Automolus lammi
 Cichlocolaptes mazarbarnetti
 Cinclodes aricomae
 Cinclodes palliatus
 Clibanornis erythrocephalus
 Cranioleuca berlepschi
 Cranioleuca curtata
 Cranioleuca henricae
 Cranioleuca marcapatae
 Cranioleuca muelleri
 Dendrocolaptes hoffmannsi
 Dendrocolaptes punctipectus
 Geositta poeciloptera
 Leptasthenura xenothorax
 Phacellodomus dorsalis
 Philydor novaesi
 Premnoplex pariae
 Premnoplex tatei
 Sclerurus cearensis
 Synallaxis courseni
 Synallaxis fuscorufa
 Synallaxis hypochondriaca
 Synallaxis infuscata
 Synallaxis kollari
 Synallaxis maranonica
 Synallaxis tithys
 Synallaxis zimmeri
 Syndactyla ruficollis
 Thripophaga amacurensis
 Thripophaga cherriei
 Thripophaga macroura
 Xiphocolaptes falcirostris

### СемействоПолосатые муравьеловки(Thamnophilidae)
Ampelornis griseiceps
 Biatas nigropectus
 Cercomacra carbonaria
 Cercomacra ferdinandi
 Clytoctantes alixii
 Clytoctantes atrogularis
 Dysithamnus leucostictus
 Dysithamnus occidentalis
 Dysithamnus plumbeus
 Euchrepomis sharpei
 Formicivora acutirostris
 Formicivora erythronotos
 Formicivora grantsaui
 Formicivora paludicola
 Herpsilochmus axillaris
 Herpsilochmus parkeri
 Herpsilochmus pectoralis
 Herpsilochmus pileatus
 Myrmoborus lugubris
 Myrmoborus melanurus
 Myrmoderus ruficauda
 Myrmotherula minor
 Myrmotherula snowi
 Myrmotherula surinamensis
 Myrmotherula urosticta
 Percnostola arenarum
 Pyriglena atra
 Rhegmatorhina gymnops
 Rhopornis ardesiacus
 Terenura sicki
 Thamnophilus tenuepunctatus
 Xenornis setifrons

### СемействоGrallariidae
Grallaria alleni
 Grallaria bangsi
 Grallaria chthonia
 Grallaria excelsa
 Grallaria fenwickorum
 Grallaria gigantea
 Grallaria kaestneri
 Grallaria milleri
 Grallaria przewalskii
 Grallaria ridgelyi
 Grallaria rufocinerea
 Grallaria saltuensis
 Grallaricula cucullata
 Grallaricula cumanensis
 Grallaricula ochraceifrons
 Hylopezus auricularis

### СемействоТопаколовые(Rhinocryptidae)
Eleoscytalopus psychopompus
 Merulaxis stresemanni
 Scytalopus canus
 Scytalopus diamantinensis
 Scytalopus gonzagai
 Scytalopus iraiensis
 Scytalopus panamensis
 Scytalopus perijanus
 Scytalopus robbinsi
 Scytalopus rodriguezi

### СемействоТиранновые(Tyrannidae)
Agriornis albicauda
 Alectrurus risora
 Alectrurus tricolor
 Anairetes alpinus
 Aphanotriccus capitalis
 Attila torridus
 Calyptura cristata
 Cnipodectes superrufus
 Conopias cinchoneti
 Culicivora caudacuta
 Elaenia ridleyana
 Hemitriccus cinnamomeipectus
 Hemitriccus furcatus
 Hemitriccus kaempferi
 Hemitriccus mirandae
 Lathrotriccus griseipectus
 Myiarchus semirufus
 Myiopagis olallai
 Myiotheretes pernix
 Nesotriccus ridgwayi
 Phyllomyias urichi
 Phyllomyias weedeni
 Phylloscartes beckeri
 Phylloscartes ceciliae
 Phylloscartes kronei
 Phylloscartes roquettei
 Piprites pileata
 Platyrinchus leucoryphus
 Poecilotriccus luluae
 Pogonotriccus lanyoni
 Pyrocephalus dubius
 Pyrocephalus nanus
 Tyrannus cubensis
 Xolmis dominicanus
 Zimmerius cinereicapilla
 Zimmerius villarejoi

### СемействоКотинговые(Cotingidae)
Carpodectes antoniae
 Carpornis melanocephala
 Cephalopterus glabricollis
 Cephalopterus penduliger
 Cotinga maculata
 Cotinga ridgwayi
 Doliornis remseni
 Doliornis sclateri
 Lipaugus conditus
 Lipaugus uropygialis
 Lipaugus weberi
 Phibalura boliviana
 Phytotoma raimondii
 Procnias nudicollis
 Procnias tricarunculatus
 Xipholena atropurpurea
 Zaratornis stresemanni

### СемействоМанакиновые(Pipridae)
Antilophia bokermanni
 Chloropipo flavicapilla
 Lepidothrix iris
 Lepidothrix vilasboasi
 Neopelma aurifrons

### СемействоTityridae
Iodopleura pipra
 Onychorhynchus occidentalis
 Onychorhynchus swainsoni
 Pachyramphus spodiurus

### СемействоКустарниковые птицы(Atrichornithidae)
Atrichornis clamosus
 Atrichornis rufescens

### СемействоМалюровые(Maluridae)
Amytornis dorotheae
 Amytornis woodwardi
 Stipiturus mallee

### СемействоМедососовые(Meliphagidae)
Anthochaera phrygia
 Anthornis melanocephala
 Grantiella picta
 Gymnomyza aubryana
 Gymnomyza samoensis
 Macgregoria pulchra
 Manorina melanotis
 Melidectes princeps
 Myzomela chermesina
 Philemon fuscicapillus

### СемействоЩетинкоклювки(Dasyornithidae)
Dasyornis brachypterus
 Dasyornis longirostris

### СемействоРадужные птицы(Pardalotidae)
Pardalotus quadragintus

### СемействоШипоклювковые(Acanthizidae)
Gerygone hypoxantha
 Gerygone insularis

### СемействоГуйи(Callaeidae)
Callaeas cinereus
 Heteralocha acutirostris

### СемействоНовозеландские медососы(Notiomystidae)
Notiomystis cincta

### СемействоPlatysteiridae
Platysteira laticincta

### СемействоКустарниковые сорокопуты(Malaconotidae)
Chlorophoneus kupeensis
 Laniarius amboimensis
 Laniarius brauni
 Malaconotus alius
 Malaconotus gladiator

### СемействоВанговые(Vangidae)
Calicalicus rufocarpalis
 Cyanolanius comorensis
 Euryceros prevostii
 Newtonia fanovanae
 Oriolia bernieri
 Prionops alberti
 Prionops gabela
 Xenopirostris damii

### СемействоЛичинкоедовые(Campephagidae)
Ceblepyris cucullatus
 Edolisoma insperatum
 Edolisoma mindanense
 Edolisoma nesiotis
 Edolisoma ostentum
 Lalage conjuncta
 Lalage newtoni
 Lalage typica
 Lobotos lobatus

### СемействоMohouidae
Mohoua ochrocephala

### СемействоАвстралийские свистуны(Pachycephalidae)
Coracornis sanghirensis
 Pachycephala rufogularis

### СемействоСорокопутовые(Laniidae)
Lanius newtoni

### СемействоВиреоновые(Vireonidae)
Vireo atricapilla
 Vireo caribaeus
 Vireo masteri

### СемействоИволговые(Oriolidae)
Oriolus crassirostris
 Oriolus isabellae
 Oriolus mellianus
 Turnagra capensis
 Turnagra tanagra

### СемействоДронговые(Dicruridae)
Dicrurus fuscipennis
 Dicrurus menagei
 Dicrurus waldenii

### СемействоВеерохвостки(Rhipiduridae)
Lamprolia klinesmithi
 Rhipidura malaitae
 Rhipidura sauli
 Rhipidura semirubra

### СемействоМонарховые(Monarchidae)
Chasiempis ibidis
 Chasiempis sandwichensis
 Chasiempis sclateri
 Clytorhynchus sanctaecrucis
 Eutrichomyias rowleyi
 Hypothymis coelestis
 Mayrornis schistaceus
 Metabolus rugensis
 Metabolus takatsukasae
 Myiagra cervinicolor
 Myiagra freycineti
 Myiagra hebetior
 Pomarea dimidiata
 Pomarea fluxa
 Pomarea iphis
 Pomarea mendozae
 Pomarea mira
 Pomarea nigra
 Pomarea nukuhivae
 Pomarea pomarea
 Pomarea whitneyi
 Symposiachrus ateralbus
 Symposiachrus boanensis
 Symposiachrus brehmii
 Symposiachrus everetti
 Symposiachrus julianae
 Symposiachrus sacerdotum
 Terpsiphone corvina

### СемействоВрановые(Corvidae)
Aphelocoma coerulescens
 Cissa thalassina
 Corvus florensis
 Corvus hawaiiensis
 Corvus kubaryi
 Corvus leucognaphalus
 Corvus unicolor
 Cyanolyca mirabilis
 Cyanolyca nanus
 Garrulus lidthi
 Gymnorhinus cyanocephalus
 Perisoreus internigrans
 Pica asirensis
 Urocissa ornata
 Urocissa whiteheadi
 Zavattariornis stresemanni

### СемействоРайские птицы(Paradisaeidae)
Epimachus fastosus
 Paradisaea decora
 Paradisornis rudolphi

### СемействоАвстралийские зарянки(Petroicidae)
Petroica dannefaerdi
 Petroica multicolor
 Petroica traversi

### СемействоВосточные лысые сороки(Picathartidae)
Picathartes gymnocephalus
 Picathartes oreas

### СемействоMohoidae
Chaetoptila angustipluma
 Moho apicalis
 Moho bishopi
 Moho braccatus
 Moho nobilis

### СемействоHylocitreidae
Hylocitrea bonthaina (= Hylocitrea bonensis bonthaina)

### СемействоСиницевые(Paridae)
Machlolophus nuchalis

### СемействоЖаворонковые(Alaudidae)
Alauda razae
 Calendulauda burra
 Heteromirafra archeri
 Heteromirafra ruddi
 Mirafra ashi
 Mirafra sharpii
 Spizocorys fringillaris

### СемействоБюльбюлевые(Pycnonotidae)
Chlorocichla prigoginei
 Criniger olivaceus
 Hypsipetes moheliensis
 Hypsipetes olivaceus
 Hypsipetes parvirostris
 Hypsipetes siquijorensis
 Phyllastrephus viridiceps
 Pycnonotus dispar
 Pycnonotus snouckaerti
 Pycnonotus taivanus
 Pycnonotus xantholaemus
 Pycnonotus zeylanicus
 Setornis criniger
 Thapsinillas platenae

### СемействоЛасточковые(Hirundinidae)
Eurochelidon sirintarae
 Hirundo atrocaerulea
 Hirundo megaensis
 Progne modesta
 Progne murphyi
 Progne sinaloae
 Tachycineta cyaneoviridis
 Tachycineta euchrysea

### СемействоMacrosphenidae
Macrosphenus pulitzeri
 Sylvietta chapini

### СемействоПеночковые(Phylloscopidae)
Phylloscopus amoenus
 Phylloscopus hainanus
 Phylloscopus ijimae
 Phylloscopus maforensis
 Phylloscopus misoriensis

### СемействоAcrocephalidae
Acrocephalus aequinoctialis
 Acrocephalus astrolabii
 Acrocephalus brevipennis
 Acrocephalus caffer
 Acrocephalus familiaris
 Acrocephalus griseldis
 Acrocephalus hiwae
 Acrocephalus longirostris
 Acrocephalus luscinius
 Acrocephalus musae
 Acrocephalus nijoi
 Acrocephalus paludicola
 Acrocephalus rehsei
 Acrocephalus rimitarae
 Acrocephalus sorghophilus
 Acrocephalus taiti
 Acrocephalus tangorum
 Acrocephalus vaughani
 Acrocephalus yamashinae
 Calamonastides bensoni
 Calamonastides gracilirostris
 Nesillas aldabrana

### СемействоСверчковые(Locustellidae)
Bradypterus graueri
 Bradypterus sylvaticus
 Chaetornis striata
 Locustella pleskei
 Megalurulus grosvenori
 Megalurulus rufus
 Poodytes albolimbatus
 Poodytes caudatus
 Poodytes rufescens
 Robsonius rabori
 Schoenicola platyurus

### СемействоBernieridae
Crossleyia tenebrosa
 Xanthomixis apperti

### СемействоЦистиколовые(Cisticolidae)
Apalis chariessa
 Apalis flavigularis
 Apalis fuscigularis
 Apalis karamojae
 Artisornis moreaui
 Artisornis sousae
 Cisticola aberdare
 Eremomela turneri
 Prinia cinereocapilla
 Scepomycter winifredae
 Schistolais leontica

### СемействоТимелиевые(Timaliidae)
Mixornis prillwitzi
 Spelaeornis badeigularis
 Spelaeornis kinneari
 Spelaeornis longicaudatus
 Stachyris nonggangensis
 Stachyris oglei

### СемействоPellorneidae
Graminicola striatus
 Laticilla cinerascens
 Pellorneum palustre
 Ptilocichla falcata
 Ptilocichla leucogrammica
 Rimator naungmungensis
 Rimator pasquieri
 Schoeniparus variegaticeps
 Turdinus calcicola

### СемействоLeiothrichidae
Chatarrhaea longirostris
 Garrulax bicolor
 Garrulax bieti
 Garrulax cinereifrons
 Garrulax courtoisi
 Garrulax konkakinhensis
 Garrulax rufifrons
 Garrulax sukatschewi
 Kupeornis gilberti
 Laniellus langbianis
 Leiothrix laurinae
 Liocichla bugunorum
 Liocichla omeiensis
 Trochalopteron cachinnans
 Trochalopteron jerdoni
 Trochalopteron meridionale
 Trochalopteron ngoclinhense
 Trochalopteron yersini
 Turdoides hindei

### СемействоСлавковые(Sylviidae)
Chrysomma altirostre
 Paradoxornis flavirostris
 Sinosuthora przewalskii
 Sinosuthora zappeyi
 Sylvia buryi

### СемействоБелоглазковые(Zosteropidae)
Cleptornis marchei
 Dasycrotapha speciosa
 Rukia ruki
 Zosterops albogularis
 Zosterops brunneus
 Zosterops chloronothos
 Zosterops conspicillatus
 Zosterops feae
 Zosterops ficedulinus
 Zosterops flavus
 Zosterops griseovirescens
 Zosterops luteirostris
 Zosterops melanocephalus
 Zosterops modestus
 Zosterops mouroniensis
 Zosterops nehrkorni
 Zosterops rotensis
 Zosterops samoensis
 Zosterops saypani
 Zosterops semiflavus
 Zosterops silvanus
 Zosterops splendidus
 Zosterops strenuus
 Zosterops winifredae
 Zosterornis nigrorum

### СемействоModulatricidae
Arcanator orostruthus

### СемействоХилиоты(Hyliotidae)
Hyliota usambara

### СемействоКрапивниковые(Troglodytidae)
Cistothorus apolinari
 Ferminia cerverai
 Henicorhina negreti
 Hylorchilus navai
 Thryophilus nicefori
 Thryophilus sernai
 Troglodytes cobbi
 Troglodytes monticola
 Troglodytes tanneri

### СемействоПоползни(Sittidae)
Sitta formosa
 Sitta insularis
 Sitta ledanti
 Sitta magna
 Sitta victoriae
 Sitta whiteheadi

### СемействоПересмешниковые(Mimidae)
Mimus graysoni
 Mimus macdonaldi
 Mimus melanotis
 Mimus trifasciatus
 Ramphocinclus brachyurus
 Toxostoma bendirei
 Toxostoma guttatum

### СемействоСкворцовые(Sturnidae)
Acridotheres javanicus
 Acridotheres melanopterus
 Acridotheres tertius
 Acridotheres tricolor
 Aplonis brunneicapillus
 Aplonis cinerascens
 Aplonis corvina
 Aplonis fusca
 Aplonis mavornata
 Aplonis pelzelni
 Aplonis santovestris
 Aplonis ulietensis
 Fregilupus varius
 Gracula robusta
 Gracula venerata
 Gracupica jalla
 Leucopsar rothschildi
 Necropsar rodericanus
 Poeoptera femoralis
 Rhabdornis rabori
 Sturnornis albofrontatus

### СемействоДроздовые(Turdidae)
Catharus bicknelli
 Cichlopsis leucogenys
 Cochoa azurea
 Cochoa beccarii
 Geokichla cinerea
 Geokichla guttata
 Myadestes lanaiensis
 Myadestes myadestinus
 Myadestes obscurus
 Myadestes palmeri
 Myadestes woahensis
 Turdus celaenops
 Turdus feae
 Turdus helleri
 Turdus lherminieri
 Turdus ludoviciae
 Turdus menachensis
 Turdus ravidus
 Turdus swalesi
 Turdus xanthorhynchus
 Zoothera terrestris
 Zoothera turipavae

### СемействоМухоловковые(Muscicapidae)
Calliope obscura
 Chamaetylas choloensis
 Copsychus sechellarum
 Cossypha heinrichi
 Cyornis brunneatus
 Cyornis caerulatus
 Cyornis camarinensis
 Cyornis ruckii
 Cyornis sanfordi
 Ficedula basilanica
 Ficedula bonthaina
 Ficedula platenae
 Ficedula subrubra
 Fraseria lendu
 Humblotia flavirostris
 Kittacincla cebuensis
 Larvivora ruficeps
 Larvivora tanensis
 Melaenornis annamarulae
 Monticola erythronotus
 Muscicapa randi
 Myiomela albiventris
 Myiomela major
 Myophonus blighi
 Phoenicurus bicolor
 Saxicola insignis
 Saxicola macrorhynchus
 Sheppardia aurantiithorax
 Sheppardia gabela
 Sheppardia lowei
 Sheppardia montana
 Swynnertonia swynnertoni
 Vauriella albigularis
 Vauriella insignis

### СемействоОляпки(Cinclidae)
Cinclus schulzii

### СемействоЛистовки(Chloropseidae)
Chloropsis flavipennis
 Chloropsis media
 Chloropsis sonnerati

### СемействоЦветоедовые(Dicaeidae)
Dicaeum haematostictum
 Dicaeum quadricolor
 Dicaeum retrocinctum

### СемействоНектарницевые(Nectariniidae)
Aethopyga duyvenbodei
 Anthreptes rubritorques
 Cinnyris loveridgei
 Cinnyris rockefelleri
 Cinnyris rufipennis
 Dreptes thomensis
 Hedydipna pallidigaster

### СемействоВоробьиные(Passeridae)
Passer hemileucus

### СемействоТкачиковые(Ploceidae)
Foudia delloni
 Foudia rubra
 Malimbus ballmanni
 Malimbus ibadanensis
 Ploceus aureonucha
 Ploceus bannermani
 Ploceus batesi
 Ploceus burnieri
 Ploceus flavipes
 Ploceus golandi
 Ploceus megarhynchus
 Ploceus nicolli
 Ploceus subpersonatus

### СемействоАстрильдовые(Estrildidae)
Amandava formosa
 Cryptospiza shelleyi
 Erythrura kleinschmidti
 Erythrura viridifacies
 Estrilda poliopareia
 Lonchura oryzivora
 Lonchura vana

### СемействоТрясогузковые(Motacillidae)
Amaurocichla bocagii
 Anthus nattereri
 Anthus nilghiriensis
 Anthus sokokensis
 Anthus spragueii
 Hemimacronyx chloris
 Macronyx sharpei
 Madanga ruficollis

### СемействоВьюрковые(Fringillidae)
Akialoa ellisiana
 Akialoa lanaiensis
 Akialoa obscura
 Akialoa stejnegeri
 Carpodacus ferreorostris
 Chloridops kona
 Chlorodrepanis flava
 Chlorodrepanis stejnegeri
 Ciridops anna
 Crithagra ankoberensis
 Crithagra concolor
 Crithagra flavigula
 Crithagra xantholaema
 Drepanis coccinea
 Drepanis funerea
 Drepanis pacifica
 Dysmorodrepanis munroi
 Fringilla polatzeki
 Hemignathus affinis
 Hemignathus hanapepe
 Hemignathus lucidus
 Hemignathus wilsoni
 Himatione fraithii
 Linaria johannis
 Loxia megaplaga
 Loxioides bailleui
 Loxops caeruleirostris
 Loxops coccineus
 Loxops ochraceus
 Loxops wolstenholmei
 Magumma parva
 Manucerthia mana
 Melamprosops phaeosoma
 Oreomystis bairdi
 Palmeria dolei
 Paroreomyza flammea
 Paroreomyza maculata
 Paroreomyza montana
 Pseudonestor xanthophrys
 Psittirostra psittacea
 Pyrrhula murina
 Pyrrhula waterstradti
 Rhodacanthis flaviceps
 Rhodacanthis palmeri
 Serinus syriacus
 Spinus cucullatus
 Spinus siemiradzkii
 Spinus yarrellii
 Telespiza cantans
 Telespiza ultima
 Viridonia sagittirostris

### СемействоОвсянковые(Emberizidae)
Emberiza aureola
 Emberiza jankowskii
 Emberiza rustica
 Emberiza socotrana
 Emberiza sulphurata

### СемействоPasserellidae
Ammospiza caudacuta
 Arremon perijanus
 Arremon phygas
 Atlapetes blancae
 Atlapetes flaviceps
 Atlapetes melanopsis
 Atlapetes pallidiceps
 Junco insularis
 Oreothraupis arremonops
 Pipilo naufragus
 Pipilo socorroensis
 Pselliophorus luteoviridis
 Spizella wortheni
 Torreornis inexpectata
 Xenospiza baileyi

### СемействоCalyptophilidae
Calyptophilus tertius

### СемействоPhaenicophilidae
Xenoligea montana

### СемействоТрупиаловые(Icteridae)
Agelaius tricolor
 Agelaius xanthomus
 Anumara forbesi
 Cacicus koepckeae
 Euphagus carolinus
 Hypopyrrhus pyrohypogaster
 Icterus bonana
 Icterus northropi
 Icterus oberi
 Leistes defilippii
 Macroagelaius subalaris
 Molothrus armenti
 Nesopsar nigerrimus
 Psarocolius cassini
 Quiscalus palustris
 Xanthopsar flavus

### СемействоДревесницевые(Parulidae)
Basileuterus griseiceps
 Basileuterus ignotus
 Cardellina versicolor
 Catharopeza bishopi
 Geothlypis beldingi
 Geothlypis flavovelata
 Geothlypis speciosa
 Leucopeza semperi
 Myioborus pariae
 Myiothlypis basilica
 Setophaga angelae
 Setophaga cerulea
 Setophaga chrysoparia
 Vermivora bachmanii

### СемействоКардиналовые(Cardinalidae)
Habia atrimaxillaris

### СемействоТанагровые(Thraupidae)
Bangsia aureocincta
 Bangsia flavovirens
 Bangsia melanochlamys
 Chlorochrysa nitidissima
 Cnemathraupis aureodorsalis
 Conirostrum margaritae
 Conirostrum tamarugense
 Conothraupis mesoleuca
 Coryphaspiza melanotis
 Dacnis berlepschi
 Dacnis hartlaubi
 Diglossa gloriosissima
 Diglossa venezuelensis
 Dubusia carrikeri
 Geospiza acutirostris
 Geospiza conirostris
 Geospiza heliobates
 Geospiza pallida
 Geospiza pauper
 Geospiza propinqua
 Geospiza psittacula
 Geospiza septentrionalis
 Gubernatrix cristata
 Incaspiza ortizi
 Melanospiza richardsoni
 Microspingus alticola
 Microspingus cinereus
 Nemosia rourei
 Nesospiza acunhae
 Nesospiza questi
 Nesospiza wilkinsi
 Pinaroloxias inornata
 Poospiza baeri
 Poospiza garleppi
 Poospiza goeringi
 Poospiza rubecula
 Poospiza rufosuperciliaris
 Rowettia goughensis
 Sericossypha albocristata
 Sporophila beltoni
 Sporophila cinnamomea
 Sporophila falcirostris
 Sporophila frontalis
 Sporophila iberaensis
 Sporophila maximiliani
 Sporophila nigrorufa
 Sporophila palustris
 Tangara argyrofenges
 Tangara cabanisi
 Tangara fastuosa
 Tangara peruviana
 Tephrophilus wetmorei
 Wetmorethraupis sterrhopteron

## Комментарии
1. ↑  По данным Международного союза орнитологов, известно 158 видов птиц, вымерших в результате экспансии европейской цивилизации после 1500 года[1][2].